# Ендшпил
Ѐндшпил (от немски Endspiel – „край на играта“) е последната част от игра на шахмат или шашки, след като повечето от фигурите са разменени. Като правило, в ендшпила на шаха основната задача не е да се постави мат, а да се произведе пешка в царица (дама) или друга фигура и по този начин да се постигнете решаващо материално предимство.

## Описание
Според дефиницията в речника, ендшпилът е етап от шахматната игра, след като повечето сили са намалени , въпреки че, разбира се, това определение е приложимо и за шашките. По-нататък в статията се разглежда ендшпилът на шахмата.
Независимо от това, не винаги е възможно да се определи границата, разделяща средната част на шахматната партия (мителшпила) от крайната (ендшпила). Обикновено играта преминава в ендшпил, когато повечето от фигурите са разменени и няма заплахи за царете, типични за средата на играта. Липсата на дами на дъската не е задължителен знак за ендшпил (виж например, статията „Дамски окончания“). Eндшпилите имат стратегически план да се организира атака срещу царя и да се завърши с мат, а в редки изключения са елементарни (вижте статията „Технически окончания“). По-често в ендшпила възниква друга стратегическа цел – да се произведе пешката в царицата, за да се получи материалното предимство, необходимо за победа.
Ендшпилът има следните основни особености. Царят в ендшпила е активна фигура. Без страх, като правило, от заплахата от мат, той може да напусне укритието и да участва в борбата наравно с другите фигури; той е в състояние да атакува фигурите и пешките на противника и първи да нападне противниковия лагер.
При малък брой фигури на дъската в ендшпила, стойността на всяка от тях се увеличава. В средата на играта създаването на решаващо предимство върху която и да е част от дъската често е достатъчно за победа; да се играе правилно в ендшпила означава да се осигури максимална активност и ясно взаимодействие на фигурите.
Стратегическата цел на ендшпила – повишаването на поне една от пешките в дама – определя нарастващата роля на пешките.
Ако в средата на играта предимството на един от партньорите с една пешка обикновено не играе решаваща роля, то в края на играта в много случаи е достатъчно за победа.
В средата на играта планът често се определя не само от характеристиките на позицията, но и от стила на игра на противника, психологическо изчисление и т. н. В края се налага да се изберете път, който е характерен за определен тип финал, тъй като само той води до постигането на целта.
В ендшпила стратегията (изборът на правилния план) до голяма степен се определя от особеностите на позицията като:
- материалното предимство;
- наличието на проходни пешки или възможността за тяхното формиране;
- дефектите в пешечната структура;
- степента на активност на фигурите, включително царя и други.

Тъй като степента на активност на фигурите до голяма степен зависи от позицията на пешката, ролята на координацията на позицията на фигурите и пешките се увеличава: пешките не трябва да пречат на действието на фигурите. Когато се активизират своите фигури, трябва едновременно да се стеснят фигурите на противника и да се ограничи тяхната подвижност. В ендшпила наличието на слаби пешки е от особено значение: фигурите, принудени да ги защитават, стават пасивни и губят сила. Резултатът от правилната стратегия в крайната игра често е постигането на позиции цугцванг.
Тъй като в ендшпилите има по-малко фигури и пешки, отколкото в средата на играта, те по-лесно може да се класифицират и изучават. Развитието на шахмата е придружено от анализ на много позиции в ендшпила: в тях са открити най-добрите планове на играта на страните и окончателният резултат е точно установен. По този начин в ендшпила се увеличава ролята на знанието, т.е. теорията. По същество много теоретични позиции в ендшпила са логически проблеми, често с едно решение. За по-добра ориентация в многобройни крайни игри, тяхната класификация е разработена в зависимост от количеството и качеството на наличните сили. Вижте статиите:
- Пешечни окончания;
- Конски окончания;
- Офицерски окончания;
- Смесени окончания;
- Офицер против кон;
- Топ против лека фигура;
- Дама против лека фигура;
- Дама против дама;
- Дама против топ;
- Тежкофигурни окончания;
- Топовни окончания;
- Ендшпил на шах без пешки
- Опозиция.

## Частни случаи

### Ендшпил с две фигури
Ако играчите имат само царе, никой от тях не може да постави мат дори при най-лошата игра на противника. Всъщност, ако някой от играчите иска да обяви шах, той трябва да постави своя цар до царя на противника. Но тогава царят на играча, който е направил хода, също ще бъде под шах, което противоречи на правилата. Следователно никой от играчите не може да декларира шах на противника и следователно мат.

### Ендшпил с три фигури
В ендшпила с три фигури един от играчите има цар и още една фигура, докато другият има само цар. За определеност може да се приеме, че белите имат допълнителна фигура и да не се разглеждат тривиалните случаи, когато на ход са черните и с този ход те могат да вземат бялата фигура.
;  Ако допълнителната фигура е тежка (дама или топ), тогава белите печелят (вижте Мат с дама, Мат с топ). Ако и двамата противници играят правилно, мат с дама се постига в не повече от 10 хода, а с топ – не повече от 15.
;  Ако допълнителната фигура е лека (офицер или кон), тогава белите не могат да спечелят дори с най-лошата игра на черните. Всъщност, нека черният цар е в ъгъла. За мат от белите трябва да има ъглов квадрат, на който стои черният цар, и три съседни. От тези четири полета две са бели и две черни. Тъй като всички квадрати под атаката на малка фигура са от един и същи цвят, или двата бели квадрата, или и двата черни квадрата трябва да бъдат под атаката на белия цар. За целта той трябва да застане на едно от четирите посочени полета, което противоречи на правилата.

#### Цар и пешка срещу цар
; 
За повече подробности вижте статията „Цар и пешка против цар“.
Ако допълнителната фигура е пешка, позицията може да бъде спечелена от белите или наравно. Няма нито просто правило, което обикновено определя резултата от играта, нито прост алгоритъм за победа за бели или равенство за черни. В някои позиции е важен редът на хода и ходът на белите води до равенство, а ходът на черните води до победата на белите (взаимен цугцванг).
|   | a | b | c | d | e | f | g | h |   |
| 8 | бял кръг на черно поле b8 · бял кръг на бяло поле c8 · черен кръст на черно поле d8 · черен кръг на бяло поле e8 · черен кръг на черно поле f8 · бял кръг на бяло поле b7 · бял кръг на черно поле c7 · черен кръст на бяло поле d7 · черен кръг на черно поле e7 · черен кръг на бяло поле f7 · бял кръг на черно поле b6 · бял кръг на бяло поле c6 · бяла пешка на черно поле d6 · черен кръг на бяло поле e6 · черен кръг на черно поле f6 | бял кръг на черно поле b8 · бял кръг на бяло поле c8 · черен кръст на черно поле d8 · черен кръг на бяло поле e8 · черен кръг на черно поле f8 · бял кръг на бяло поле b7 · бял кръг на черно поле c7 · черен кръст на бяло поле d7 · черен кръг на черно поле e7 · черен кръг на бяло поле f7 · бял кръг на черно поле b6 · бял кръг на бяло поле c6 · бяла пешка на черно поле d6 · черен кръг на бяло поле e6 · черен кръг на черно поле f6 | бял кръг на черно поле b8 · бял кръг на бяло поле c8 · черен кръст на черно поле d8 · черен кръг на бяло поле e8 · черен кръг на черно поле f8 · бял кръг на бяло поле b7 · бял кръг на черно поле c7 · черен кръст на бяло поле d7 · черен кръг на черно поле e7 · черен кръг на бяло поле f7 · бял кръг на черно поле b6 · бял кръг на бяло поле c6 · бяла пешка на черно поле d6 · черен кръг на бяло поле e6 · черен кръг на черно поле f6 | бял кръг на черно поле b8 · бял кръг на бяло поле c8 · черен кръст на черно поле d8 · черен кръг на бяло поле e8 · черен кръг на черно поле f8 · бял кръг на бяло поле b7 · бял кръг на черно поле c7 · черен кръст на бяло поле d7 · черен кръг на черно поле e7 · черен кръг на бяло поле f7 · бял кръг на черно поле b6 · бял кръг на бяло поле c6 · бяла пешка на черно поле d6 · черен кръг на бяло поле e6 · черен кръг на черно поле f6 | бял кръг на черно поле b8 · бял кръг на бяло поле c8 · черен кръст на черно поле d8 · черен кръг на бяло поле e8 · черен кръг на черно поле f8 · бял кръг на бяло поле b7 · бял кръг на черно поле c7 · черен кръст на бяло поле d7 · черен кръг на черно поле e7 · черен кръг на бяло поле f7 · бял кръг на черно поле b6 · бял кръг на бяло поле c6 · бяла пешка на черно поле d6 · черен кръг на бяло поле e6 · черен кръг на черно поле f6 | бял кръг на черно поле b8 · бял кръг на бяло поле c8 · черен кръст на черно поле d8 · черен кръг на бяло поле e8 · черен кръг на черно поле f8 · бял кръг на бяло поле b7 · бял кръг на черно поле c7 · черен кръст на бяло поле d7 · черен кръг на черно поле e7 · черен кръг на бяло поле f7 · бял кръг на черно поле b6 · бял кръг на бяло поле c6 · бяла пешка на черно поле d6 · черен кръг на бяло поле e6 · черен кръг на черно поле f6 | бял кръг на черно поле b8 · бял кръг на бяло поле c8 · черен кръст на черно поле d8 · черен кръг на бяло поле e8 · черен кръг на черно поле f8 · бял кръг на бяло поле b7 · бял кръг на черно поле c7 · черен кръст на бяло поле d7 · черен кръг на черно поле e7 · черен кръг на бяло поле f7 · бял кръг на черно поле b6 · бял кръг на бяло поле c6 · бяла пешка на черно поле d6 · черен кръг на бяло поле e6 · черен кръг на черно поле f6 | бял кръг на черно поле b8 · бял кръг на бяло поле c8 · черен кръст на черно поле d8 · черен кръг на бяло поле e8 · черен кръг на черно поле f8 · бял кръг на бяло поле b7 · бял кръг на черно поле c7 · черен кръст на бяло поле d7 · черен кръг на черно поле e7 · черен кръг на бяло поле f7 · бял кръг на черно поле b6 · бял кръг на бяло поле c6 · бяла пешка на черно поле d6 · черен кръг на бяло поле e6 · черен кръг на черно поле f6 | 8 |
| 7 | бял кръг на черно поле b8 · бял кръг на бяло поле c8 · черен кръст на черно поле d8 · черен кръг на бяло поле e8 · черен кръг на черно поле f8 · бял кръг на бяло поле b7 · бял кръг на черно поле c7 · черен кръст на бяло поле d7 · черен кръг на черно поле e7 · черен кръг на бяло поле f7 · бял кръг на черно поле b6 · бял кръг на бяло поле c6 · бяла пешка на черно поле d6 · черен кръг на бяло поле e6 · черен кръг на черно поле f6 | бял кръг на черно поле b8 · бял кръг на бяло поле c8 · черен кръст на черно поле d8 · черен кръг на бяло поле e8 · черен кръг на черно поле f8 · бял кръг на бяло поле b7 · бял кръг на черно поле c7 · черен кръст на бяло поле d7 · черен кръг на черно поле e7 · черен кръг на бяло поле f7 · бял кръг на черно поле b6 · бял кръг на бяло поле c6 · бяла пешка на черно поле d6 · черен кръг на бяло поле e6 · черен кръг на черно поле f6 | бял кръг на черно поле b8 · бял кръг на бяло поле c8 · черен кръст на черно поле d8 · черен кръг на бяло поле e8 · черен кръг на черно поле f8 · бял кръг на бяло поле b7 · бял кръг на черно поле c7 · черен кръст на бяло поле d7 · черен кръг на черно поле e7 · черен кръг на бяло поле f7 · бял кръг на черно поле b6 · бял кръг на бяло поле c6 · бяла пешка на черно поле d6 · черен кръг на бяло поле e6 · черен кръг на черно поле f6 | бял кръг на черно поле b8 · бял кръг на бяло поле c8 · черен кръст на черно поле d8 · черен кръг на бяло поле e8 · черен кръг на черно поле f8 · бял кръг на бяло поле b7 · бял кръг на черно поле c7 · черен кръст на бяло поле d7 · черен кръг на черно поле e7 · черен кръг на бяло поле f7 · бял кръг на черно поле b6 · бял кръг на бяло поле c6 · бяла пешка на черно поле d6 · черен кръг на бяло поле e6 · черен кръг на черно поле f6 | бял кръг на черно поле b8 · бял кръг на бяло поле c8 · черен кръст на черно поле d8 · черен кръг на бяло поле e8 · черен кръг на черно поле f8 · бял кръг на бяло поле b7 · бял кръг на черно поле c7 · черен кръст на бяло поле d7 · черен кръг на черно поле e7 · черен кръг на бяло поле f7 · бял кръг на черно поле b6 · бял кръг на бяло поле c6 · бяла пешка на черно поле d6 · черен кръг на бяло поле e6 · черен кръг на черно поле f6 | бял кръг на черно поле b8 · бял кръг на бяло поле c8 · черен кръст на черно поле d8 · черен кръг на бяло поле e8 · черен кръг на черно поле f8 · бял кръг на бяло поле b7 · бял кръг на черно поле c7 · черен кръст на бяло поле d7 · черен кръг на черно поле e7 · черен кръг на бяло поле f7 · бял кръг на черно поле b6 · бял кръг на бяло поле c6 · бяла пешка на черно поле d6 · черен кръг на бяло поле e6 · черен кръг на черно поле f6 | бял кръг на черно поле b8 · бял кръг на бяло поле c8 · черен кръст на черно поле d8 · черен кръг на бяло поле e8 · черен кръг на черно поле f8 · бял кръг на бяло поле b7 · бял кръг на черно поле c7 · черен кръст на бяло поле d7 · черен кръг на черно поле e7 · черен кръг на бяло поле f7 · бял кръг на черно поле b6 · бял кръг на бяло поле c6 · бяла пешка на черно поле d6 · черен кръг на бяло поле e6 · черен кръг на черно поле f6 | бял кръг на черно поле b8 · бял кръг на бяло поле c8 · черен кръст на черно поле d8 · черен кръг на бяло поле e8 · черен кръг на черно поле f8 · бял кръг на бяло поле b7 · бял кръг на черно поле c7 · черен кръст на бяло поле d7 · черен кръг на черно поле e7 · черен кръг на бяло поле f7 · бял кръг на черно поле b6 · бял кръг на бяло поле c6 · бяла пешка на черно поле d6 · черен кръг на бяло поле e6 · черен кръг на черно поле f6 | 7 |
| 6 | бял кръг на черно поле b8 · бял кръг на бяло поле c8 · черен кръст на черно поле d8 · черен кръг на бяло поле e8 · черен кръг на черно поле f8 · бял кръг на бяло поле b7 · бял кръг на черно поле c7 · черен кръст на бяло поле d7 · черен кръг на черно поле e7 · черен кръг на бяло поле f7 · бял кръг на черно поле b6 · бял кръг на бяло поле c6 · бяла пешка на черно поле d6 · черен кръг на бяло поле e6 · черен кръг на черно поле f6 | бял кръг на черно поле b8 · бял кръг на бяло поле c8 · черен кръст на черно поле d8 · черен кръг на бяло поле e8 · черен кръг на черно поле f8 · бял кръг на бяло поле b7 · бял кръг на черно поле c7 · черен кръст на бяло поле d7 · черен кръг на черно поле e7 · черен кръг на бяло поле f7 · бял кръг на черно поле b6 · бял кръг на бяло поле c6 · бяла пешка на черно поле d6 · черен кръг на бяло поле e6 · черен кръг на черно поле f6 | бял кръг на черно поле b8 · бял кръг на бяло поле c8 · черен кръст на черно поле d8 · черен кръг на бяло поле e8 · черен кръг на черно поле f8 · бял кръг на бяло поле b7 · бял кръг на черно поле c7 · черен кръст на бяло поле d7 · черен кръг на черно поле e7 · черен кръг на бяло поле f7 · бял кръг на черно поле b6 · бял кръг на бяло поле c6 · бяла пешка на черно поле d6 · черен кръг на бяло поле e6 · черен кръг на черно поле f6 | бял кръг на черно поле b8 · бял кръг на бяло поле c8 · черен кръст на черно поле d8 · черен кръг на бяло поле e8 · черен кръг на черно поле f8 · бял кръг на бяло поле b7 · бял кръг на черно поле c7 · черен кръст на бяло поле d7 · черен кръг на черно поле e7 · черен кръг на бяло поле f7 · бял кръг на черно поле b6 · бял кръг на бяло поле c6 · бяла пешка на черно поле d6 · черен кръг на бяло поле e6 · черен кръг на черно поле f6 | бял кръг на черно поле b8 · бял кръг на бяло поле c8 · черен кръст на черно поле d8 · черен кръг на бяло поле e8 · черен кръг на черно поле f8 · бял кръг на бяло поле b7 · бял кръг на черно поле c7 · черен кръст на бяло поле d7 · черен кръг на черно поле e7 · черен кръг на бяло поле f7 · бял кръг на черно поле b6 · бял кръг на бяло поле c6 · бяла пешка на черно поле d6 · черен кръг на бяло поле e6 · черен кръг на черно поле f6 | бял кръг на черно поле b8 · бял кръг на бяло поле c8 · черен кръст на черно поле d8 · черен кръг на бяло поле e8 · черен кръг на черно поле f8 · бял кръг на бяло поле b7 · бял кръг на черно поле c7 · черен кръст на бяло поле d7 · черен кръг на черно поле e7 · черен кръг на бяло поле f7 · бял кръг на черно поле b6 · бял кръг на бяло поле c6 · бяла пешка на черно поле d6 · черен кръг на бяло поле e6 · черен кръг на черно поле f6 | бял кръг на черно поле b8 · бял кръг на бяло поле c8 · черен кръст на черно поле d8 · черен кръг на бяло поле e8 · черен кръг на черно поле f8 · бял кръг на бяло поле b7 · бял кръг на черно поле c7 · черен кръст на бяло поле d7 · черен кръг на черно поле e7 · черен кръг на бяло поле f7 · бял кръг на черно поле b6 · бял кръг на бяло поле c6 · бяла пешка на черно поле d6 · черен кръг на бяло поле e6 · черен кръг на черно поле f6 | бял кръг на черно поле b8 · бял кръг на бяло поле c8 · черен кръст на черно поле d8 · черен кръг на бяло поле e8 · черен кръг на черно поле f8 · бял кръг на бяло поле b7 · бял кръг на черно поле c7 · черен кръст на бяло поле d7 · черен кръг на черно поле e7 · черен кръг на бяло поле f7 · бял кръг на черно поле b6 · бял кръг на бяло поле c6 · бяла пешка на черно поле d6 · черен кръг на бяло поле e6 · черен кръг на черно поле f6 | 6 |
| 5 | бял кръг на черно поле b8 · бял кръг на бяло поле c8 · черен кръст на черно поле d8 · черен кръг на бяло поле e8 · черен кръг на черно поле f8 · бял кръг на бяло поле b7 · бял кръг на черно поле c7 · черен кръст на бяло поле d7 · черен кръг на черно поле e7 · черен кръг на бяло поле f7 · бял кръг на черно поле b6 · бял кръг на бяло поле c6 · бяла пешка на черно поле d6 · черен кръг на бяло поле e6 · черен кръг на черно поле f6 | бял кръг на черно поле b8 · бял кръг на бяло поле c8 · черен кръст на черно поле d8 · черен кръг на бяло поле e8 · черен кръг на черно поле f8 · бял кръг на бяло поле b7 · бял кръг на черно поле c7 · черен кръст на бяло поле d7 · черен кръг на черно поле e7 · черен кръг на бяло поле f7 · бял кръг на черно поле b6 · бял кръг на бяло поле c6 · бяла пешка на черно поле d6 · черен кръг на бяло поле e6 · черен кръг на черно поле f6 | бял кръг на черно поле b8 · бял кръг на бяло поле c8 · черен кръст на черно поле d8 · черен кръг на бяло поле e8 · черен кръг на черно поле f8 · бял кръг на бяло поле b7 · бял кръг на черно поле c7 · черен кръст на бяло поле d7 · черен кръг на черно поле e7 · черен кръг на бяло поле f7 · бял кръг на черно поле b6 · бял кръг на бяло поле c6 · бяла пешка на черно поле d6 · черен кръг на бяло поле e6 · черен кръг на черно поле f6 | бял кръг на черно поле b8 · бял кръг на бяло поле c8 · черен кръст на черно поле d8 · черен кръг на бяло поле e8 · черен кръг на черно поле f8 · бял кръг на бяло поле b7 · бял кръг на черно поле c7 · черен кръст на бяло поле d7 · черен кръг на черно поле e7 · черен кръг на бяло поле f7 · бял кръг на черно поле b6 · бял кръг на бяло поле c6 · бяла пешка на черно поле d6 · черен кръг на бяло поле e6 · черен кръг на черно поле f6 | бял кръг на черно поле b8 · бял кръг на бяло поле c8 · черен кръст на черно поле d8 · черен кръг на бяло поле e8 · черен кръг на черно поле f8 · бял кръг на бяло поле b7 · бял кръг на черно поле c7 · черен кръст на бяло поле d7 · черен кръг на черно поле e7 · черен кръг на бяло поле f7 · бял кръг на черно поле b6 · бял кръг на бяло поле c6 · бяла пешка на черно поле d6 · черен кръг на бяло поле e6 · черен кръг на черно поле f6 | бял кръг на черно поле b8 · бял кръг на бяло поле c8 · черен кръст на черно поле d8 · черен кръг на бяло поле e8 · черен кръг на черно поле f8 · бял кръг на бяло поле b7 · бял кръг на черно поле c7 · черен кръст на бяло поле d7 · черен кръг на черно поле e7 · черен кръг на бяло поле f7 · бял кръг на черно поле b6 · бял кръг на бяло поле c6 · бяла пешка на черно поле d6 · черен кръг на бяло поле e6 · черен кръг на черно поле f6 | бял кръг на черно поле b8 · бял кръг на бяло поле c8 · черен кръст на черно поле d8 · черен кръг на бяло поле e8 · черен кръг на черно поле f8 · бял кръг на бяло поле b7 · бял кръг на черно поле c7 · черен кръст на бяло поле d7 · черен кръг на черно поле e7 · черен кръг на бяло поле f7 · бял кръг на черно поле b6 · бял кръг на бяло поле c6 · бяла пешка на черно поле d6 · черен кръг на бяло поле e6 · черен кръг на черно поле f6 | бял кръг на черно поле b8 · бял кръг на бяло поле c8 · черен кръст на черно поле d8 · черен кръг на бяло поле e8 · черен кръг на черно поле f8 · бял кръг на бяло поле b7 · бял кръг на черно поле c7 · черен кръст на бяло поле d7 · черен кръг на черно поле e7 · черен кръг на бяло поле f7 · бял кръг на черно поле b6 · бял кръг на бяло поле c6 · бяла пешка на черно поле d6 · черен кръг на бяло поле e6 · черен кръг на черно поле f6 | 5 |
| 4 | бял кръг на черно поле b8 · бял кръг на бяло поле c8 · черен кръст на черно поле d8 · черен кръг на бяло поле e8 · черен кръг на черно поле f8 · бял кръг на бяло поле b7 · бял кръг на черно поле c7 · черен кръст на бяло поле d7 · черен кръг на черно поле e7 · черен кръг на бяло поле f7 · бял кръг на черно поле b6 · бял кръг на бяло поле c6 · бяла пешка на черно поле d6 · черен кръг на бяло поле e6 · черен кръг на черно поле f6 | бял кръг на черно поле b8 · бял кръг на бяло поле c8 · черен кръст на черно поле d8 · черен кръг на бяло поле e8 · черен кръг на черно поле f8 · бял кръг на бяло поле b7 · бял кръг на черно поле c7 · черен кръст на бяло поле d7 · черен кръг на черно поле e7 · черен кръг на бяло поле f7 · бял кръг на черно поле b6 · бял кръг на бяло поле c6 · бяла пешка на черно поле d6 · черен кръг на бяло поле e6 · черен кръг на черно поле f6 | бял кръг на черно поле b8 · бял кръг на бяло поле c8 · черен кръст на черно поле d8 · черен кръг на бяло поле e8 · черен кръг на черно поле f8 · бял кръг на бяло поле b7 · бял кръг на черно поле c7 · черен кръст на бяло поле d7 · черен кръг на черно поле e7 · черен кръг на бяло поле f7 · бял кръг на черно поле b6 · бял кръг на бяло поле c6 · бяла пешка на черно поле d6 · черен кръг на бяло поле e6 · черен кръг на черно поле f6 | бял кръг на черно поле b8 · бял кръг на бяло поле c8 · черен кръст на черно поле d8 · черен кръг на бяло поле e8 · черен кръг на черно поле f8 · бял кръг на бяло поле b7 · бял кръг на черно поле c7 · черен кръст на бяло поле d7 · черен кръг на черно поле e7 · черен кръг на бяло поле f7 · бял кръг на черно поле b6 · бял кръг на бяло поле c6 · бяла пешка на черно поле d6 · черен кръг на бяло поле e6 · черен кръг на черно поле f6 | бял кръг на черно поле b8 · бял кръг на бяло поле c8 · черен кръст на черно поле d8 · черен кръг на бяло поле e8 · черен кръг на черно поле f8 · бял кръг на бяло поле b7 · бял кръг на черно поле c7 · черен кръст на бяло поле d7 · черен кръг на черно поле e7 · черен кръг на бяло поле f7 · бял кръг на черно поле b6 · бял кръг на бяло поле c6 · бяла пешка на черно поле d6 · черен кръг на бяло поле e6 · черен кръг на черно поле f6 | бял кръг на черно поле b8 · бял кръг на бяло поле c8 · черен кръст на черно поле d8 · черен кръг на бяло поле e8 · черен кръг на черно поле f8 · бял кръг на бяло поле b7 · бял кръг на черно поле c7 · черен кръст на бяло поле d7 · черен кръг на черно поле e7 · черен кръг на бяло поле f7 · бял кръг на черно поле b6 · бял кръг на бяло поле c6 · бяла пешка на черно поле d6 · черен кръг на бяло поле e6 · черен кръг на черно поле f6 | бял кръг на черно поле b8 · бял кръг на бяло поле c8 · черен кръст на черно поле d8 · черен кръг на бяло поле e8 · черен кръг на черно поле f8 · бял кръг на бяло поле b7 · бял кръг на черно поле c7 · черен кръст на бяло поле d7 · черен кръг на черно поле e7 · черен кръг на бяло поле f7 · бял кръг на черно поле b6 · бял кръг на бяло поле c6 · бяла пешка на черно поле d6 · черен кръг на бяло поле e6 · черен кръг на черно поле f6 | бял кръг на черно поле b8 · бял кръг на бяло поле c8 · черен кръст на черно поле d8 · черен кръг на бяло поле e8 · черен кръг на черно поле f8 · бял кръг на бяло поле b7 · бял кръг на черно поле c7 · черен кръст на бяло поле d7 · черен кръг на черно поле e7 · черен кръг на бяло поле f7 · бял кръг на черно поле b6 · бял кръг на бяло поле c6 · бяла пешка на черно поле d6 · черен кръг на бяло поле e6 · черен кръг на черно поле f6 | 4 |
| 3 | бял кръг на черно поле b8 · бял кръг на бяло поле c8 · черен кръст на черно поле d8 · черен кръг на бяло поле e8 · черен кръг на черно поле f8 · бял кръг на бяло поле b7 · бял кръг на черно поле c7 · черен кръст на бяло поле d7 · черен кръг на черно поле e7 · черен кръг на бяло поле f7 · бял кръг на черно поле b6 · бял кръг на бяло поле c6 · бяла пешка на черно поле d6 · черен кръг на бяло поле e6 · черен кръг на черно поле f6 | бял кръг на черно поле b8 · бял кръг на бяло поле c8 · черен кръст на черно поле d8 · черен кръг на бяло поле e8 · черен кръг на черно поле f8 · бял кръг на бяло поле b7 · бял кръг на черно поле c7 · черен кръст на бяло поле d7 · черен кръг на черно поле e7 · черен кръг на бяло поле f7 · бял кръг на черно поле b6 · бял кръг на бяло поле c6 · бяла пешка на черно поле d6 · черен кръг на бяло поле e6 · черен кръг на черно поле f6 | бял кръг на черно поле b8 · бял кръг на бяло поле c8 · черен кръст на черно поле d8 · черен кръг на бяло поле e8 · черен кръг на черно поле f8 · бял кръг на бяло поле b7 · бял кръг на черно поле c7 · черен кръст на бяло поле d7 · черен кръг на черно поле e7 · черен кръг на бяло поле f7 · бял кръг на черно поле b6 · бял кръг на бяло поле c6 · бяла пешка на черно поле d6 · черен кръг на бяло поле e6 · черен кръг на черно поле f6 | бял кръг на черно поле b8 · бял кръг на бяло поле c8 · черен кръст на черно поле d8 · черен кръг на бяло поле e8 · черен кръг на черно поле f8 · бял кръг на бяло поле b7 · бял кръг на черно поле c7 · черен кръст на бяло поле d7 · черен кръг на черно поле e7 · черен кръг на бяло поле f7 · бял кръг на черно поле b6 · бял кръг на бяло поле c6 · бяла пешка на черно поле d6 · черен кръг на бяло поле e6 · черен кръг на черно поле f6 | бял кръг на черно поле b8 · бял кръг на бяло поле c8 · черен кръст на черно поле d8 · черен кръг на бяло поле e8 · черен кръг на черно поле f8 · бял кръг на бяло поле b7 · бял кръг на черно поле c7 · черен кръст на бяло поле d7 · черен кръг на черно поле e7 · черен кръг на бяло поле f7 · бял кръг на черно поле b6 · бял кръг на бяло поле c6 · бяла пешка на черно поле d6 · черен кръг на бяло поле e6 · черен кръг на черно поле f6 | бял кръг на черно поле b8 · бял кръг на бяло поле c8 · черен кръст на черно поле d8 · черен кръг на бяло поле e8 · черен кръг на черно поле f8 · бял кръг на бяло поле b7 · бял кръг на черно поле c7 · черен кръст на бяло поле d7 · черен кръг на черно поле e7 · черен кръг на бяло поле f7 · бял кръг на черно поле b6 · бял кръг на бяло поле c6 · бяла пешка на черно поле d6 · черен кръг на бяло поле e6 · черен кръг на черно поле f6 | бял кръг на черно поле b8 · бял кръг на бяло поле c8 · черен кръст на черно поле d8 · черен кръг на бяло поле e8 · черен кръг на черно поле f8 · бял кръг на бяло поле b7 · бял кръг на черно поле c7 · черен кръст на бяло поле d7 · черен кръг на черно поле e7 · черен кръг на бяло поле f7 · бял кръг на черно поле b6 · бял кръг на бяло поле c6 · бяла пешка на черно поле d6 · черен кръг на бяло поле e6 · черен кръг на черно поле f6 | бял кръг на черно поле b8 · бял кръг на бяло поле c8 · черен кръст на черно поле d8 · черен кръг на бяло поле e8 · черен кръг на черно поле f8 · бял кръг на бяло поле b7 · бял кръг на черно поле c7 · черен кръст на бяло поле d7 · черен кръг на черно поле e7 · черен кръг на бяло поле f7 · бял кръг на черно поле b6 · бял кръг на бяло поле c6 · бяла пешка на черно поле d6 · черен кръг на бяло поле e6 · черен кръг на черно поле f6 | 3 |
| 2 | бял кръг на черно поле b8 · бял кръг на бяло поле c8 · черен кръст на черно поле d8 · черен кръг на бяло поле e8 · черен кръг на черно поле f8 · бял кръг на бяло поле b7 · бял кръг на черно поле c7 · черен кръст на бяло поле d7 · черен кръг на черно поле e7 · черен кръг на бяло поле f7 · бял кръг на черно поле b6 · бял кръг на бяло поле c6 · бяла пешка на черно поле d6 · черен кръг на бяло поле e6 · черен кръг на черно поле f6 | бял кръг на черно поле b8 · бял кръг на бяло поле c8 · черен кръст на черно поле d8 · черен кръг на бяло поле e8 · черен кръг на черно поле f8 · бял кръг на бяло поле b7 · бял кръг на черно поле c7 · черен кръст на бяло поле d7 · черен кръг на черно поле e7 · черен кръг на бяло поле f7 · бял кръг на черно поле b6 · бял кръг на бяло поле c6 · бяла пешка на черно поле d6 · черен кръг на бяло поле e6 · черен кръг на черно поле f6 | бял кръг на черно поле b8 · бял кръг на бяло поле c8 · черен кръст на черно поле d8 · черен кръг на бяло поле e8 · черен кръг на черно поле f8 · бял кръг на бяло поле b7 · бял кръг на черно поле c7 · черен кръст на бяло поле d7 · черен кръг на черно поле e7 · черен кръг на бяло поле f7 · бял кръг на черно поле b6 · бял кръг на бяло поле c6 · бяла пешка на черно поле d6 · черен кръг на бяло поле e6 · черен кръг на черно поле f6 | бял кръг на черно поле b8 · бял кръг на бяло поле c8 · черен кръст на черно поле d8 · черен кръг на бяло поле e8 · черен кръг на черно поле f8 · бял кръг на бяло поле b7 · бял кръг на черно поле c7 · черен кръст на бяло поле d7 · черен кръг на черно поле e7 · черен кръг на бяло поле f7 · бял кръг на черно поле b6 · бял кръг на бяло поле c6 · бяла пешка на черно поле d6 · черен кръг на бяло поле e6 · черен кръг на черно поле f6 | бял кръг на черно поле b8 · бял кръг на бяло поле c8 · черен кръст на черно поле d8 · черен кръг на бяло поле e8 · черен кръг на черно поле f8 · бял кръг на бяло поле b7 · бял кръг на черно поле c7 · черен кръст на бяло поле d7 · черен кръг на черно поле e7 · черен кръг на бяло поле f7 · бял кръг на черно поле b6 · бял кръг на бяло поле c6 · бяла пешка на черно поле d6 · черен кръг на бяло поле e6 · черен кръг на черно поле f6 | бял кръг на черно поле b8 · бял кръг на бяло поле c8 · черен кръст на черно поле d8 · черен кръг на бяло поле e8 · черен кръг на черно поле f8 · бял кръг на бяло поле b7 · бял кръг на черно поле c7 · черен кръст на бяло поле d7 · черен кръг на черно поле e7 · черен кръг на бяло поле f7 · бял кръг на черно поле b6 · бял кръг на бяло поле c6 · бяла пешка на черно поле d6 · черен кръг на бяло поле e6 · черен кръг на черно поле f6 | бял кръг на черно поле b8 · бял кръг на бяло поле c8 · черен кръст на черно поле d8 · черен кръг на бяло поле e8 · черен кръг на черно поле f8 · бял кръг на бяло поле b7 · бял кръг на черно поле c7 · черен кръст на бяло поле d7 · черен кръг на черно поле e7 · черен кръг на бяло поле f7 · бял кръг на черно поле b6 · бял кръг на бяло поле c6 · бяла пешка на черно поле d6 · черен кръг на бяло поле e6 · черен кръг на черно поле f6 | бял кръг на черно поле b8 · бял кръг на бяло поле c8 · черен кръст на черно поле d8 · черен кръг на бяло поле e8 · черен кръг на черно поле f8 · бял кръг на бяло поле b7 · бял кръг на черно поле c7 · черен кръст на бяло поле d7 · черен кръг на черно поле e7 · черен кръг на бяло поле f7 · бял кръг на черно поле b6 · бял кръг на бяло поле c6 · бяла пешка на черно поле d6 · черен кръг на бяло поле e6 · черен кръг на черно поле f6 | 2 |
| 1 | бял кръг на черно поле b8 · бял кръг на бяло поле c8 · черен кръст на черно поле d8 · черен кръг на бяло поле e8 · черен кръг на черно поле f8 · бял кръг на бяло поле b7 · бял кръг на черно поле c7 · черен кръст на бяло поле d7 · черен кръг на черно поле e7 · черен кръг на бяло поле f7 · бял кръг на черно поле b6 · бял кръг на бяло поле c6 · бяла пешка на черно поле d6 · черен кръг на бяло поле e6 · черен кръг на черно поле f6 | бял кръг на черно поле b8 · бял кръг на бяло поле c8 · черен кръст на черно поле d8 · черен кръг на бяло поле e8 · черен кръг на черно поле f8 · бял кръг на бяло поле b7 · бял кръг на черно поле c7 · черен кръст на бяло поле d7 · черен кръг на черно поле e7 · черен кръг на бяло поле f7 · бял кръг на черно поле b6 · бял кръг на бяло поле c6 · бяла пешка на черно поле d6 · черен кръг на бяло поле e6 · черен кръг на черно поле f6 | бял кръг на черно поле b8 · бял кръг на бяло поле c8 · черен кръст на черно поле d8 · черен кръг на бяло поле e8 · черен кръг на черно поле f8 · бял кръг на бяло поле b7 · бял кръг на черно поле c7 · черен кръст на бяло поле d7 · черен кръг на черно поле e7 · черен кръг на бяло поле f7 · бял кръг на черно поле b6 · бял кръг на бяло поле c6 · бяла пешка на черно поле d6 · черен кръг на бяло поле e6 · черен кръг на черно поле f6 | бял кръг на черно поле b8 · бял кръг на бяло поле c8 · черен кръст на черно поле d8 · черен кръг на бяло поле e8 · черен кръг на черно поле f8 · бял кръг на бяло поле b7 · бял кръг на черно поле c7 · черен кръст на бяло поле d7 · черен кръг на черно поле e7 · черен кръг на бяло поле f7 · бял кръг на черно поле b6 · бял кръг на бяло поле c6 · бяла пешка на черно поле d6 · черен кръг на бяло поле e6 · черен кръг на черно поле f6 | бял кръг на черно поле b8 · бял кръг на бяло поле c8 · черен кръст на черно поле d8 · черен кръг на бяло поле e8 · черен кръг на черно поле f8 · бял кръг на бяло поле b7 · бял кръг на черно поле c7 · черен кръст на бяло поле d7 · черен кръг на черно поле e7 · черен кръг на бяло поле f7 · бял кръг на черно поле b6 · бял кръг на бяло поле c6 · бяла пешка на черно поле d6 · черен кръг на бяло поле e6 · черен кръг на черно поле f6 | бял кръг на черно поле b8 · бял кръг на бяло поле c8 · черен кръст на черно поле d8 · черен кръг на бяло поле e8 · черен кръг на черно поле f8 · бял кръг на бяло поле b7 · бял кръг на черно поле c7 · черен кръст на бяло поле d7 · черен кръг на черно поле e7 · черен кръг на бяло поле f7 · бял кръг на черно поле b6 · бял кръг на бяло поле c6 · бяла пешка на черно поле d6 · черен кръг на бяло поле e6 · черен кръг на черно поле f6 | бял кръг на черно поле b8 · бял кръг на бяло поле c8 · черен кръст на черно поле d8 · черен кръг на бяло поле e8 · черен кръг на черно поле f8 · бял кръг на бяло поле b7 · бял кръг на черно поле c7 · черен кръст на бяло поле d7 · черен кръг на черно поле e7 · черен кръг на бяло поле f7 · бял кръг на черно поле b6 · бял кръг на бяло поле c6 · бяла пешка на черно поле d6 · черен кръг на бяло поле e6 · черен кръг на черно поле f6 | бял кръг на черно поле b8 · бял кръг на бяло поле c8 · черен кръст на черно поле d8 · черен кръг на бяло поле e8 · черен кръг на черно поле f8 · бял кръг на бяло поле b7 · бял кръг на черно поле c7 · черен кръст на бяло поле d7 · черен кръг на черно поле e7 · черен кръг на бяло поле f7 · бял кръг на черно поле b6 · бял кръг на бяло поле c6 · бяла пешка на черно поле d6 · черен кръг на бяло поле e6 · черен кръг на черно поле f6 | 1 |
|   | a | b | c | d | e | f | g | h |   |

Важни са следните правила и концепции (за определеност се счита, че ако черните могат да вземат бялата пешка, те винаги го правят):
- Пешечен квадрат се нарича квадратната площ, чиито три върха са полето, където се намира пешката, и полетата на нейното превръщане във фигура. Например, ако пешката е на d6, квадратите на пешката са „d6-d8-b8-b6“ и „d6-d8-f8-f6“ (диаграма 1). Ако по време на хода на белите черният цар е извън пешечните квадрати, пешката може да се движи и превърне във фигура без помощта на своя цар и белите печелят.

|   | a | b | c | d | e | f | g | h |   |
| 8 | бял кръг на черно поле a5 · бял кръг на бяло поле b5 · черен кръст на черно поле c5 · черен кръг на бяло поле d5 · черен кръг на черно поле e5 · бял кръг на бяло поле a4 · бял кръг на черно поле b4 · черен кръст на бяло поле c4 · черен кръг на черно поле d4 · черен кръг на бяло поле e4 · бял кръг на черно поле a3 · бял кръг на бяло поле b3 · бяла пешка на черно поле c3 · черен кръг на бяло поле d3 · черен кръг на черно поле e3 · бяла пешка на бяло поле c2 | бял кръг на черно поле a5 · бял кръг на бяло поле b5 · черен кръст на черно поле c5 · черен кръг на бяло поле d5 · черен кръг на черно поле e5 · бял кръг на бяло поле a4 · бял кръг на черно поле b4 · черен кръст на бяло поле c4 · черен кръг на черно поле d4 · черен кръг на бяло поле e4 · бял кръг на черно поле a3 · бял кръг на бяло поле b3 · бяла пешка на черно поле c3 · черен кръг на бяло поле d3 · черен кръг на черно поле e3 · бяла пешка на бяло поле c2 | бял кръг на черно поле a5 · бял кръг на бяло поле b5 · черен кръст на черно поле c5 · черен кръг на бяло поле d5 · черен кръг на черно поле e5 · бял кръг на бяло поле a4 · бял кръг на черно поле b4 · черен кръст на бяло поле c4 · черен кръг на черно поле d4 · черен кръг на бяло поле e4 · бял кръг на черно поле a3 · бял кръг на бяло поле b3 · бяла пешка на черно поле c3 · черен кръг на бяло поле d3 · черен кръг на черно поле e3 · бяла пешка на бяло поле c2 | бял кръг на черно поле a5 · бял кръг на бяло поле b5 · черен кръст на черно поле c5 · черен кръг на бяло поле d5 · черен кръг на черно поле e5 · бял кръг на бяло поле a4 · бял кръг на черно поле b4 · черен кръст на бяло поле c4 · черен кръг на черно поле d4 · черен кръг на бяло поле e4 · бял кръг на черно поле a3 · бял кръг на бяло поле b3 · бяла пешка на черно поле c3 · черен кръг на бяло поле d3 · черен кръг на черно поле e3 · бяла пешка на бяло поле c2 | бял кръг на черно поле a5 · бял кръг на бяло поле b5 · черен кръст на черно поле c5 · черен кръг на бяло поле d5 · черен кръг на черно поле e5 · бял кръг на бяло поле a4 · бял кръг на черно поле b4 · черен кръст на бяло поле c4 · черен кръг на черно поле d4 · черен кръг на бяло поле e4 · бял кръг на черно поле a3 · бял кръг на бяло поле b3 · бяла пешка на черно поле c3 · черен кръг на бяло поле d3 · черен кръг на черно поле e3 · бяла пешка на бяло поле c2 | бял кръг на черно поле a5 · бял кръг на бяло поле b5 · черен кръст на черно поле c5 · черен кръг на бяло поле d5 · черен кръг на черно поле e5 · бял кръг на бяло поле a4 · бял кръг на черно поле b4 · черен кръст на бяло поле c4 · черен кръг на черно поле d4 · черен кръг на бяло поле e4 · бял кръг на черно поле a3 · бял кръг на бяло поле b3 · бяла пешка на черно поле c3 · черен кръг на бяло поле d3 · черен кръг на черно поле e3 · бяла пешка на бяло поле c2 | бял кръг на черно поле a5 · бял кръг на бяло поле b5 · черен кръст на черно поле c5 · черен кръг на бяло поле d5 · черен кръг на черно поле e5 · бял кръг на бяло поле a4 · бял кръг на черно поле b4 · черен кръст на бяло поле c4 · черен кръг на черно поле d4 · черен кръг на бяло поле e4 · бял кръг на черно поле a3 · бял кръг на бяло поле b3 · бяла пешка на черно поле c3 · черен кръг на бяло поле d3 · черен кръг на черно поле e3 · бяла пешка на бяло поле c2 | бял кръг на черно поле a5 · бял кръг на бяло поле b5 · черен кръст на черно поле c5 · черен кръг на бяло поле d5 · черен кръг на черно поле e5 · бял кръг на бяло поле a4 · бял кръг на черно поле b4 · черен кръст на бяло поле c4 · черен кръг на черно поле d4 · черен кръг на бяло поле e4 · бял кръг на черно поле a3 · бял кръг на бяло поле b3 · бяла пешка на черно поле c3 · черен кръг на бяло поле d3 · черен кръг на черно поле e3 · бяла пешка на бяло поле c2 | 8 |
| 7 | бял кръг на черно поле a5 · бял кръг на бяло поле b5 · черен кръст на черно поле c5 · черен кръг на бяло поле d5 · черен кръг на черно поле e5 · бял кръг на бяло поле a4 · бял кръг на черно поле b4 · черен кръст на бяло поле c4 · черен кръг на черно поле d4 · черен кръг на бяло поле e4 · бял кръг на черно поле a3 · бял кръг на бяло поле b3 · бяла пешка на черно поле c3 · черен кръг на бяло поле d3 · черен кръг на черно поле e3 · бяла пешка на бяло поле c2 | бял кръг на черно поле a5 · бял кръг на бяло поле b5 · черен кръст на черно поле c5 · черен кръг на бяло поле d5 · черен кръг на черно поле e5 · бял кръг на бяло поле a4 · бял кръг на черно поле b4 · черен кръст на бяло поле c4 · черен кръг на черно поле d4 · черен кръг на бяло поле e4 · бял кръг на черно поле a3 · бял кръг на бяло поле b3 · бяла пешка на черно поле c3 · черен кръг на бяло поле d3 · черен кръг на черно поле e3 · бяла пешка на бяло поле c2 | бял кръг на черно поле a5 · бял кръг на бяло поле b5 · черен кръст на черно поле c5 · черен кръг на бяло поле d5 · черен кръг на черно поле e5 · бял кръг на бяло поле a4 · бял кръг на черно поле b4 · черен кръст на бяло поле c4 · черен кръг на черно поле d4 · черен кръг на бяло поле e4 · бял кръг на черно поле a3 · бял кръг на бяло поле b3 · бяла пешка на черно поле c3 · черен кръг на бяло поле d3 · черен кръг на черно поле e3 · бяла пешка на бяло поле c2 | бял кръг на черно поле a5 · бял кръг на бяло поле b5 · черен кръст на черно поле c5 · черен кръг на бяло поле d5 · черен кръг на черно поле e5 · бял кръг на бяло поле a4 · бял кръг на черно поле b4 · черен кръст на бяло поле c4 · черен кръг на черно поле d4 · черен кръг на бяло поле e4 · бял кръг на черно поле a3 · бял кръг на бяло поле b3 · бяла пешка на черно поле c3 · черен кръг на бяло поле d3 · черен кръг на черно поле e3 · бяла пешка на бяло поле c2 | бял кръг на черно поле a5 · бял кръг на бяло поле b5 · черен кръст на черно поле c5 · черен кръг на бяло поле d5 · черен кръг на черно поле e5 · бял кръг на бяло поле a4 · бял кръг на черно поле b4 · черен кръст на бяло поле c4 · черен кръг на черно поле d4 · черен кръг на бяло поле e4 · бял кръг на черно поле a3 · бял кръг на бяло поле b3 · бяла пешка на черно поле c3 · черен кръг на бяло поле d3 · черен кръг на черно поле e3 · бяла пешка на бяло поле c2 | бял кръг на черно поле a5 · бял кръг на бяло поле b5 · черен кръст на черно поле c5 · черен кръг на бяло поле d5 · черен кръг на черно поле e5 · бял кръг на бяло поле a4 · бял кръг на черно поле b4 · черен кръст на бяло поле c4 · черен кръг на черно поле d4 · черен кръг на бяло поле e4 · бял кръг на черно поле a3 · бял кръг на бяло поле b3 · бяла пешка на черно поле c3 · черен кръг на бяло поле d3 · черен кръг на черно поле e3 · бяла пешка на бяло поле c2 | бял кръг на черно поле a5 · бял кръг на бяло поле b5 · черен кръст на черно поле c5 · черен кръг на бяло поле d5 · черен кръг на черно поле e5 · бял кръг на бяло поле a4 · бял кръг на черно поле b4 · черен кръст на бяло поле c4 · черен кръг на черно поле d4 · черен кръг на бяло поле e4 · бял кръг на черно поле a3 · бял кръг на бяло поле b3 · бяла пешка на черно поле c3 · черен кръг на бяло поле d3 · черен кръг на черно поле e3 · бяла пешка на бяло поле c2 | бял кръг на черно поле a5 · бял кръг на бяло поле b5 · черен кръст на черно поле c5 · черен кръг на бяло поле d5 · черен кръг на черно поле e5 · бял кръг на бяло поле a4 · бял кръг на черно поле b4 · черен кръст на бяло поле c4 · черен кръг на черно поле d4 · черен кръг на бяло поле e4 · бял кръг на черно поле a3 · бял кръг на бяло поле b3 · бяла пешка на черно поле c3 · черен кръг на бяло поле d3 · черен кръг на черно поле e3 · бяла пешка на бяло поле c2 | 7 |
| 6 | бял кръг на черно поле a5 · бял кръг на бяло поле b5 · черен кръст на черно поле c5 · черен кръг на бяло поле d5 · черен кръг на черно поле e5 · бял кръг на бяло поле a4 · бял кръг на черно поле b4 · черен кръст на бяло поле c4 · черен кръг на черно поле d4 · черен кръг на бяло поле e4 · бял кръг на черно поле a3 · бял кръг на бяло поле b3 · бяла пешка на черно поле c3 · черен кръг на бяло поле d3 · черен кръг на черно поле e3 · бяла пешка на бяло поле c2 | бял кръг на черно поле a5 · бял кръг на бяло поле b5 · черен кръст на черно поле c5 · черен кръг на бяло поле d5 · черен кръг на черно поле e5 · бял кръг на бяло поле a4 · бял кръг на черно поле b4 · черен кръст на бяло поле c4 · черен кръг на черно поле d4 · черен кръг на бяло поле e4 · бял кръг на черно поле a3 · бял кръг на бяло поле b3 · бяла пешка на черно поле c3 · черен кръг на бяло поле d3 · черен кръг на черно поле e3 · бяла пешка на бяло поле c2 | бял кръг на черно поле a5 · бял кръг на бяло поле b5 · черен кръст на черно поле c5 · черен кръг на бяло поле d5 · черен кръг на черно поле e5 · бял кръг на бяло поле a4 · бял кръг на черно поле b4 · черен кръст на бяло поле c4 · черен кръг на черно поле d4 · черен кръг на бяло поле e4 · бял кръг на черно поле a3 · бял кръг на бяло поле b3 · бяла пешка на черно поле c3 · черен кръг на бяло поле d3 · черен кръг на черно поле e3 · бяла пешка на бяло поле c2 | бял кръг на черно поле a5 · бял кръг на бяло поле b5 · черен кръст на черно поле c5 · черен кръг на бяло поле d5 · черен кръг на черно поле e5 · бял кръг на бяло поле a4 · бял кръг на черно поле b4 · черен кръст на бяло поле c4 · черен кръг на черно поле d4 · черен кръг на бяло поле e4 · бял кръг на черно поле a3 · бял кръг на бяло поле b3 · бяла пешка на черно поле c3 · черен кръг на бяло поле d3 · черен кръг на черно поле e3 · бяла пешка на бяло поле c2 | бял кръг на черно поле a5 · бял кръг на бяло поле b5 · черен кръст на черно поле c5 · черен кръг на бяло поле d5 · черен кръг на черно поле e5 · бял кръг на бяло поле a4 · бял кръг на черно поле b4 · черен кръст на бяло поле c4 · черен кръг на черно поле d4 · черен кръг на бяло поле e4 · бял кръг на черно поле a3 · бял кръг на бяло поле b3 · бяла пешка на черно поле c3 · черен кръг на бяло поле d3 · черен кръг на черно поле e3 · бяла пешка на бяло поле c2 | бял кръг на черно поле a5 · бял кръг на бяло поле b5 · черен кръст на черно поле c5 · черен кръг на бяло поле d5 · черен кръг на черно поле e5 · бял кръг на бяло поле a4 · бял кръг на черно поле b4 · черен кръст на бяло поле c4 · черен кръг на черно поле d4 · черен кръг на бяло поле e4 · бял кръг на черно поле a3 · бял кръг на бяло поле b3 · бяла пешка на черно поле c3 · черен кръг на бяло поле d3 · черен кръг на черно поле e3 · бяла пешка на бяло поле c2 | бял кръг на черно поле a5 · бял кръг на бяло поле b5 · черен кръст на черно поле c5 · черен кръг на бяло поле d5 · черен кръг на черно поле e5 · бял кръг на бяло поле a4 · бял кръг на черно поле b4 · черен кръст на бяло поле c4 · черен кръг на черно поле d4 · черен кръг на бяло поле e4 · бял кръг на черно поле a3 · бял кръг на бяло поле b3 · бяла пешка на черно поле c3 · черен кръг на бяло поле d3 · черен кръг на черно поле e3 · бяла пешка на бяло поле c2 | бял кръг на черно поле a5 · бял кръг на бяло поле b5 · черен кръст на черно поле c5 · черен кръг на бяло поле d5 · черен кръг на черно поле e5 · бял кръг на бяло поле a4 · бял кръг на черно поле b4 · черен кръст на бяло поле c4 · черен кръг на черно поле d4 · черен кръг на бяло поле e4 · бял кръг на черно поле a3 · бял кръг на бяло поле b3 · бяла пешка на черно поле c3 · черен кръг на бяло поле d3 · черен кръг на черно поле e3 · бяла пешка на бяло поле c2 | 6 |
| 5 | бял кръг на черно поле a5 · бял кръг на бяло поле b5 · черен кръст на черно поле c5 · черен кръг на бяло поле d5 · черен кръг на черно поле e5 · бял кръг на бяло поле a4 · бял кръг на черно поле b4 · черен кръст на бяло поле c4 · черен кръг на черно поле d4 · черен кръг на бяло поле e4 · бял кръг на черно поле a3 · бял кръг на бяло поле b3 · бяла пешка на черно поле c3 · черен кръг на бяло поле d3 · черен кръг на черно поле e3 · бяла пешка на бяло поле c2 | бял кръг на черно поле a5 · бял кръг на бяло поле b5 · черен кръст на черно поле c5 · черен кръг на бяло поле d5 · черен кръг на черно поле e5 · бял кръг на бяло поле a4 · бял кръг на черно поле b4 · черен кръст на бяло поле c4 · черен кръг на черно поле d4 · черен кръг на бяло поле e4 · бял кръг на черно поле a3 · бял кръг на бяло поле b3 · бяла пешка на черно поле c3 · черен кръг на бяло поле d3 · черен кръг на черно поле e3 · бяла пешка на бяло поле c2 | бял кръг на черно поле a5 · бял кръг на бяло поле b5 · черен кръст на черно поле c5 · черен кръг на бяло поле d5 · черен кръг на черно поле e5 · бял кръг на бяло поле a4 · бял кръг на черно поле b4 · черен кръст на бяло поле c4 · черен кръг на черно поле d4 · черен кръг на бяло поле e4 · бял кръг на черно поле a3 · бял кръг на бяло поле b3 · бяла пешка на черно поле c3 · черен кръг на бяло поле d3 · черен кръг на черно поле e3 · бяла пешка на бяло поле c2 | бял кръг на черно поле a5 · бял кръг на бяло поле b5 · черен кръст на черно поле c5 · черен кръг на бяло поле d5 · черен кръг на черно поле e5 · бял кръг на бяло поле a4 · бял кръг на черно поле b4 · черен кръст на бяло поле c4 · черен кръг на черно поле d4 · черен кръг на бяло поле e4 · бял кръг на черно поле a3 · бял кръг на бяло поле b3 · бяла пешка на черно поле c3 · черен кръг на бяло поле d3 · черен кръг на черно поле e3 · бяла пешка на бяло поле c2 | бял кръг на черно поле a5 · бял кръг на бяло поле b5 · черен кръст на черно поле c5 · черен кръг на бяло поле d5 · черен кръг на черно поле e5 · бял кръг на бяло поле a4 · бял кръг на черно поле b4 · черен кръст на бяло поле c4 · черен кръг на черно поле d4 · черен кръг на бяло поле e4 · бял кръг на черно поле a3 · бял кръг на бяло поле b3 · бяла пешка на черно поле c3 · черен кръг на бяло поле d3 · черен кръг на черно поле e3 · бяла пешка на бяло поле c2 | бял кръг на черно поле a5 · бял кръг на бяло поле b5 · черен кръст на черно поле c5 · черен кръг на бяло поле d5 · черен кръг на черно поле e5 · бял кръг на бяло поле a4 · бял кръг на черно поле b4 · черен кръст на бяло поле c4 · черен кръг на черно поле d4 · черен кръг на бяло поле e4 · бял кръг на черно поле a3 · бял кръг на бяло поле b3 · бяла пешка на черно поле c3 · черен кръг на бяло поле d3 · черен кръг на черно поле e3 · бяла пешка на бяло поле c2 | бял кръг на черно поле a5 · бял кръг на бяло поле b5 · черен кръст на черно поле c5 · черен кръг на бяло поле d5 · черен кръг на черно поле e5 · бял кръг на бяло поле a4 · бял кръг на черно поле b4 · черен кръст на бяло поле c4 · черен кръг на черно поле d4 · черен кръг на бяло поле e4 · бял кръг на черно поле a3 · бял кръг на бяло поле b3 · бяла пешка на черно поле c3 · черен кръг на бяло поле d3 · черен кръг на черно поле e3 · бяла пешка на бяло поле c2 | бял кръг на черно поле a5 · бял кръг на бяло поле b5 · черен кръст на черно поле c5 · черен кръг на бяло поле d5 · черен кръг на черно поле e5 · бял кръг на бяло поле a4 · бял кръг на черно поле b4 · черен кръст на бяло поле c4 · черен кръг на черно поле d4 · черен кръг на бяло поле e4 · бял кръг на черно поле a3 · бял кръг на бяло поле b3 · бяла пешка на черно поле c3 · черен кръг на бяло поле d3 · черен кръг на черно поле e3 · бяла пешка на бяло поле c2 | 5 |
| 4 | бял кръг на черно поле a5 · бял кръг на бяло поле b5 · черен кръст на черно поле c5 · черен кръг на бяло поле d5 · черен кръг на черно поле e5 · бял кръг на бяло поле a4 · бял кръг на черно поле b4 · черен кръст на бяло поле c4 · черен кръг на черно поле d4 · черен кръг на бяло поле e4 · бял кръг на черно поле a3 · бял кръг на бяло поле b3 · бяла пешка на черно поле c3 · черен кръг на бяло поле d3 · черен кръг на черно поле e3 · бяла пешка на бяло поле c2 | бял кръг на черно поле a5 · бял кръг на бяло поле b5 · черен кръст на черно поле c5 · черен кръг на бяло поле d5 · черен кръг на черно поле e5 · бял кръг на бяло поле a4 · бял кръг на черно поле b4 · черен кръст на бяло поле c4 · черен кръг на черно поле d4 · черен кръг на бяло поле e4 · бял кръг на черно поле a3 · бял кръг на бяло поле b3 · бяла пешка на черно поле c3 · черен кръг на бяло поле d3 · черен кръг на черно поле e3 · бяла пешка на бяло поле c2 | бял кръг на черно поле a5 · бял кръг на бяло поле b5 · черен кръст на черно поле c5 · черен кръг на бяло поле d5 · черен кръг на черно поле e5 · бял кръг на бяло поле a4 · бял кръг на черно поле b4 · черен кръст на бяло поле c4 · черен кръг на черно поле d4 · черен кръг на бяло поле e4 · бял кръг на черно поле a3 · бял кръг на бяло поле b3 · бяла пешка на черно поле c3 · черен кръг на бяло поле d3 · черен кръг на черно поле e3 · бяла пешка на бяло поле c2 | бял кръг на черно поле a5 · бял кръг на бяло поле b5 · черен кръст на черно поле c5 · черен кръг на бяло поле d5 · черен кръг на черно поле e5 · бял кръг на бяло поле a4 · бял кръг на черно поле b4 · черен кръст на бяло поле c4 · черен кръг на черно поле d4 · черен кръг на бяло поле e4 · бял кръг на черно поле a3 · бял кръг на бяло поле b3 · бяла пешка на черно поле c3 · черен кръг на бяло поле d3 · черен кръг на черно поле e3 · бяла пешка на бяло поле c2 | бял кръг на черно поле a5 · бял кръг на бяло поле b5 · черен кръст на черно поле c5 · черен кръг на бяло поле d5 · черен кръг на черно поле e5 · бял кръг на бяло поле a4 · бял кръг на черно поле b4 · черен кръст на бяло поле c4 · черен кръг на черно поле d4 · черен кръг на бяло поле e4 · бял кръг на черно поле a3 · бял кръг на бяло поле b3 · бяла пешка на черно поле c3 · черен кръг на бяло поле d3 · черен кръг на черно поле e3 · бяла пешка на бяло поле c2 | бял кръг на черно поле a5 · бял кръг на бяло поле b5 · черен кръст на черно поле c5 · черен кръг на бяло поле d5 · черен кръг на черно поле e5 · бял кръг на бяло поле a4 · бял кръг на черно поле b4 · черен кръст на бяло поле c4 · черен кръг на черно поле d4 · черен кръг на бяло поле e4 · бял кръг на черно поле a3 · бял кръг на бяло поле b3 · бяла пешка на черно поле c3 · черен кръг на бяло поле d3 · черен кръг на черно поле e3 · бяла пешка на бяло поле c2 | бял кръг на черно поле a5 · бял кръг на бяло поле b5 · черен кръст на черно поле c5 · черен кръг на бяло поле d5 · черен кръг на черно поле e5 · бял кръг на бяло поле a4 · бял кръг на черно поле b4 · черен кръст на бяло поле c4 · черен кръг на черно поле d4 · черен кръг на бяло поле e4 · бял кръг на черно поле a3 · бял кръг на бяло поле b3 · бяла пешка на черно поле c3 · черен кръг на бяло поле d3 · черен кръг на черно поле e3 · бяла пешка на бяло поле c2 | бял кръг на черно поле a5 · бял кръг на бяло поле b5 · черен кръст на черно поле c5 · черен кръг на бяло поле d5 · черен кръг на черно поле e5 · бял кръг на бяло поле a4 · бял кръг на черно поле b4 · черен кръст на бяло поле c4 · черен кръг на черно поле d4 · черен кръг на бяло поле e4 · бял кръг на черно поле a3 · бял кръг на бяло поле b3 · бяла пешка на черно поле c3 · черен кръг на бяло поле d3 · черен кръг на черно поле e3 · бяла пешка на бяло поле c2 | 4 |
| 3 | бял кръг на черно поле a5 · бял кръг на бяло поле b5 · черен кръст на черно поле c5 · черен кръг на бяло поле d5 · черен кръг на черно поле e5 · бял кръг на бяло поле a4 · бял кръг на черно поле b4 · черен кръст на бяло поле c4 · черен кръг на черно поле d4 · черен кръг на бяло поле e4 · бял кръг на черно поле a3 · бял кръг на бяло поле b3 · бяла пешка на черно поле c3 · черен кръг на бяло поле d3 · черен кръг на черно поле e3 · бяла пешка на бяло поле c2 | бял кръг на черно поле a5 · бял кръг на бяло поле b5 · черен кръст на черно поле c5 · черен кръг на бяло поле d5 · черен кръг на черно поле e5 · бял кръг на бяло поле a4 · бял кръг на черно поле b4 · черен кръст на бяло поле c4 · черен кръг на черно поле d4 · черен кръг на бяло поле e4 · бял кръг на черно поле a3 · бял кръг на бяло поле b3 · бяла пешка на черно поле c3 · черен кръг на бяло поле d3 · черен кръг на черно поле e3 · бяла пешка на бяло поле c2 | бял кръг на черно поле a5 · бял кръг на бяло поле b5 · черен кръст на черно поле c5 · черен кръг на бяло поле d5 · черен кръг на черно поле e5 · бял кръг на бяло поле a4 · бял кръг на черно поле b4 · черен кръст на бяло поле c4 · черен кръг на черно поле d4 · черен кръг на бяло поле e4 · бял кръг на черно поле a3 · бял кръг на бяло поле b3 · бяла пешка на черно поле c3 · черен кръг на бяло поле d3 · черен кръг на черно поле e3 · бяла пешка на бяло поле c2 | бял кръг на черно поле a5 · бял кръг на бяло поле b5 · черен кръст на черно поле c5 · черен кръг на бяло поле d5 · черен кръг на черно поле e5 · бял кръг на бяло поле a4 · бял кръг на черно поле b4 · черен кръст на бяло поле c4 · черен кръг на черно поле d4 · черен кръг на бяло поле e4 · бял кръг на черно поле a3 · бял кръг на бяло поле b3 · бяла пешка на черно поле c3 · черен кръг на бяло поле d3 · черен кръг на черно поле e3 · бяла пешка на бяло поле c2 | бял кръг на черно поле a5 · бял кръг на бяло поле b5 · черен кръст на черно поле c5 · черен кръг на бяло поле d5 · черен кръг на черно поле e5 · бял кръг на бяло поле a4 · бял кръг на черно поле b4 · черен кръст на бяло поле c4 · черен кръг на черно поле d4 · черен кръг на бяло поле e4 · бял кръг на черно поле a3 · бял кръг на бяло поле b3 · бяла пешка на черно поле c3 · черен кръг на бяло поле d3 · черен кръг на черно поле e3 · бяла пешка на бяло поле c2 | бял кръг на черно поле a5 · бял кръг на бяло поле b5 · черен кръст на черно поле c5 · черен кръг на бяло поле d5 · черен кръг на черно поле e5 · бял кръг на бяло поле a4 · бял кръг на черно поле b4 · черен кръст на бяло поле c4 · черен кръг на черно поле d4 · черен кръг на бяло поле e4 · бял кръг на черно поле a3 · бял кръг на бяло поле b3 · бяла пешка на черно поле c3 · черен кръг на бяло поле d3 · черен кръг на черно поле e3 · бяла пешка на бяло поле c2 | бял кръг на черно поле a5 · бял кръг на бяло поле b5 · черен кръст на черно поле c5 · черен кръг на бяло поле d5 · черен кръг на черно поле e5 · бял кръг на бяло поле a4 · бял кръг на черно поле b4 · черен кръст на бяло поле c4 · черен кръг на черно поле d4 · черен кръг на бяло поле e4 · бял кръг на черно поле a3 · бял кръг на бяло поле b3 · бяла пешка на черно поле c3 · черен кръг на бяло поле d3 · черен кръг на черно поле e3 · бяла пешка на бяло поле c2 | бял кръг на черно поле a5 · бял кръг на бяло поле b5 · черен кръст на черно поле c5 · черен кръг на бяло поле d5 · черен кръг на черно поле e5 · бял кръг на бяло поле a4 · бял кръг на черно поле b4 · черен кръст на бяло поле c4 · черен кръг на черно поле d4 · черен кръг на бяло поле e4 · бял кръг на черно поле a3 · бял кръг на бяло поле b3 · бяла пешка на черно поле c3 · черен кръг на бяло поле d3 · черен кръг на черно поле e3 · бяла пешка на бяло поле c2 | 3 |
| 2 | бял кръг на черно поле a5 · бял кръг на бяло поле b5 · черен кръст на черно поле c5 · черен кръг на бяло поле d5 · черен кръг на черно поле e5 · бял кръг на бяло поле a4 · бял кръг на черно поле b4 · черен кръст на бяло поле c4 · черен кръг на черно поле d4 · черен кръг на бяло поле e4 · бял кръг на черно поле a3 · бял кръг на бяло поле b3 · бяла пешка на черно поле c3 · черен кръг на бяло поле d3 · черен кръг на черно поле e3 · бяла пешка на бяло поле c2 | бял кръг на черно поле a5 · бял кръг на бяло поле b5 · черен кръст на черно поле c5 · черен кръг на бяло поле d5 · черен кръг на черно поле e5 · бял кръг на бяло поле a4 · бял кръг на черно поле b4 · черен кръст на бяло поле c4 · черен кръг на черно поле d4 · черен кръг на бяло поле e4 · бял кръг на черно поле a3 · бял кръг на бяло поле b3 · бяла пешка на черно поле c3 · черен кръг на бяло поле d3 · черен кръг на черно поле e3 · бяла пешка на бяло поле c2 | бял кръг на черно поле a5 · бял кръг на бяло поле b5 · черен кръст на черно поле c5 · черен кръг на бяло поле d5 · черен кръг на черно поле e5 · бял кръг на бяло поле a4 · бял кръг на черно поле b4 · черен кръст на бяло поле c4 · черен кръг на черно поле d4 · черен кръг на бяло поле e4 · бял кръг на черно поле a3 · бял кръг на бяло поле b3 · бяла пешка на черно поле c3 · черен кръг на бяло поле d3 · черен кръг на черно поле e3 · бяла пешка на бяло поле c2 | бял кръг на черно поле a5 · бял кръг на бяло поле b5 · черен кръст на черно поле c5 · черен кръг на бяло поле d5 · черен кръг на черно поле e5 · бял кръг на бяло поле a4 · бял кръг на черно поле b4 · черен кръст на бяло поле c4 · черен кръг на черно поле d4 · черен кръг на бяло поле e4 · бял кръг на черно поле a3 · бял кръг на бяло поле b3 · бяла пешка на черно поле c3 · черен кръг на бяло поле d3 · черен кръг на черно поле e3 · бяла пешка на бяло поле c2 | бял кръг на черно поле a5 · бял кръг на бяло поле b5 · черен кръст на черно поле c5 · черен кръг на бяло поле d5 · черен кръг на черно поле e5 · бял кръг на бяло поле a4 · бял кръг на черно поле b4 · черен кръст на бяло поле c4 · черен кръг на черно поле d4 · черен кръг на бяло поле e4 · бял кръг на черно поле a3 · бял кръг на бяло поле b3 · бяла пешка на черно поле c3 · черен кръг на бяло поле d3 · черен кръг на черно поле e3 · бяла пешка на бяло поле c2 | бял кръг на черно поле a5 · бял кръг на бяло поле b5 · черен кръст на черно поле c5 · черен кръг на бяло поле d5 · черен кръг на черно поле e5 · бял кръг на бяло поле a4 · бял кръг на черно поле b4 · черен кръст на бяло поле c4 · черен кръг на черно поле d4 · черен кръг на бяло поле e4 · бял кръг на черно поле a3 · бял кръг на бяло поле b3 · бяла пешка на черно поле c3 · черен кръг на бяло поле d3 · черен кръг на черно поле e3 · бяла пешка на бяло поле c2 | бял кръг на черно поле a5 · бял кръг на бяло поле b5 · черен кръст на черно поле c5 · черен кръг на бяло поле d5 · черен кръг на черно поле e5 · бял кръг на бяло поле a4 · бял кръг на черно поле b4 · черен кръст на бяло поле c4 · черен кръг на черно поле d4 · черен кръг на бяло поле e4 · бял кръг на черно поле a3 · бял кръг на бяло поле b3 · бяла пешка на черно поле c3 · черен кръг на бяло поле d3 · черен кръг на черно поле e3 · бяла пешка на бяло поле c2 | бял кръг на черно поле a5 · бял кръг на бяло поле b5 · черен кръст на черно поле c5 · черен кръг на бяло поле d5 · черен кръг на черно поле e5 · бял кръг на бяло поле a4 · бял кръг на черно поле b4 · черен кръст на бяло поле c4 · черен кръг на черно поле d4 · черен кръг на бяло поле e4 · бял кръг на черно поле a3 · бял кръг на бяло поле b3 · бяла пешка на черно поле c3 · черен кръг на бяло поле d3 · черен кръг на черно поле e3 · бяла пешка на бяло поле c2 | 2 |
| 1 | бял кръг на черно поле a5 · бял кръг на бяло поле b5 · черен кръст на черно поле c5 · черен кръг на бяло поле d5 · черен кръг на черно поле e5 · бял кръг на бяло поле a4 · бял кръг на черно поле b4 · черен кръст на бяло поле c4 · черен кръг на черно поле d4 · черен кръг на бяло поле e4 · бял кръг на черно поле a3 · бял кръг на бяло поле b3 · бяла пешка на черно поле c3 · черен кръг на бяло поле d3 · черен кръг на черно поле e3 · бяла пешка на бяло поле c2 | бял кръг на черно поле a5 · бял кръг на бяло поле b5 · черен кръст на черно поле c5 · черен кръг на бяло поле d5 · черен кръг на черно поле e5 · бял кръг на бяло поле a4 · бял кръг на черно поле b4 · черен кръст на бяло поле c4 · черен кръг на черно поле d4 · черен кръг на бяло поле e4 · бял кръг на черно поле a3 · бял кръг на бяло поле b3 · бяла пешка на черно поле c3 · черен кръг на бяло поле d3 · черен кръг на черно поле e3 · бяла пешка на бяло поле c2 | бял кръг на черно поле a5 · бял кръг на бяло поле b5 · черен кръст на черно поле c5 · черен кръг на бяло поле d5 · черен кръг на черно поле e5 · бял кръг на бяло поле a4 · бял кръг на черно поле b4 · черен кръст на бяло поле c4 · черен кръг на черно поле d4 · черен кръг на бяло поле e4 · бял кръг на черно поле a3 · бял кръг на бяло поле b3 · бяла пешка на черно поле c3 · черен кръг на бяло поле d3 · черен кръг на черно поле e3 · бяла пешка на бяло поле c2 | бял кръг на черно поле a5 · бял кръг на бяло поле b5 · черен кръст на черно поле c5 · черен кръг на бяло поле d5 · черен кръг на черно поле e5 · бял кръг на бяло поле a4 · бял кръг на черно поле b4 · черен кръст на бяло поле c4 · черен кръг на черно поле d4 · черен кръг на бяло поле e4 · бял кръг на черно поле a3 · бял кръг на бяло поле b3 · бяла пешка на черно поле c3 · черен кръг на бяло поле d3 · черен кръг на черно поле e3 · бяла пешка на бяло поле c2 | бял кръг на черно поле a5 · бял кръг на бяло поле b5 · черен кръст на черно поле c5 · черен кръг на бяло поле d5 · черен кръг на черно поле e5 · бял кръг на бяло поле a4 · бял кръг на черно поле b4 · черен кръст на бяло поле c4 · черен кръг на черно поле d4 · черен кръг на бяло поле e4 · бял кръг на черно поле a3 · бял кръг на бяло поле b3 · бяла пешка на черно поле c3 · черен кръг на бяло поле d3 · черен кръг на черно поле e3 · бяла пешка на бяло поле c2 | бял кръг на черно поле a5 · бял кръг на бяло поле b5 · черен кръст на черно поле c5 · черен кръг на бяло поле d5 · черен кръг на черно поле e5 · бял кръг на бяло поле a4 · бял кръг на черно поле b4 · черен кръст на бяло поле c4 · черен кръг на черно поле d4 · черен кръг на бяло поле e4 · бял кръг на черно поле a3 · бял кръг на бяло поле b3 · бяла пешка на черно поле c3 · черен кръг на бяло поле d3 · черен кръг на черно поле e3 · бяла пешка на бяло поле c2 | бял кръг на черно поле a5 · бял кръг на бяло поле b5 · черен кръст на черно поле c5 · черен кръг на бяло поле d5 · черен кръг на черно поле e5 · бял кръг на бяло поле a4 · бял кръг на черно поле b4 · черен кръст на бяло поле c4 · черен кръг на черно поле d4 · черен кръг на бяло поле e4 · бял кръг на черно поле a3 · бял кръг на бяло поле b3 · бяла пешка на черно поле c3 · черен кръг на бяло поле d3 · черен кръг на черно поле e3 · бяла пешка на бяло поле c2 | бял кръг на черно поле a5 · бял кръг на бяло поле b5 · черен кръст на черно поле c5 · черен кръг на бяло поле d5 · черен кръг на черно поле e5 · бял кръг на бяло поле a4 · бял кръг на черно поле b4 · черен кръст на бяло поле c4 · черен кръг на черно поле d4 · черен кръг на бяло поле e4 · бял кръг на черно поле a3 · бял кръг на бяло поле b3 · бяла пешка на черно поле c3 · черен кръг на бяло поле d3 · черен кръг на черно поле e3 · бяла пешка на бяло поле c2 | 1 |
|   | a | b | c | d | e | f | g | h |   |

|   | a | b | c | d | e | f | g | h |   |
| 8 | черна пешка на черно поле e7 · черен кръг на бяло поле c6 · черен кръг на черно поле d6 · черна пешка на бяло поле e6 · бял кръг на черно поле f6 · бял кръг на бяло поле g6 · черен кръг на черно поле c5 · черен кръг на бяло поле d5 · черен кръст на черно поле e5 · бял кръг на бяло поле f5 · бял кръг на черно поле g5 · черен кръг на бяло поле c4 · черен кръг на черно поле d4 · черен кръст на бяло поле e4 · бял кръг на черно поле f4 · бял кръг на бяло поле g4 | черна пешка на черно поле e7 · черен кръг на бяло поле c6 · черен кръг на черно поле d6 · черна пешка на бяло поле e6 · бял кръг на черно поле f6 · бял кръг на бяло поле g6 · черен кръг на черно поле c5 · черен кръг на бяло поле d5 · черен кръст на черно поле e5 · бял кръг на бяло поле f5 · бял кръг на черно поле g5 · черен кръг на бяло поле c4 · черен кръг на черно поле d4 · черен кръст на бяло поле e4 · бял кръг на черно поле f4 · бял кръг на бяло поле g4 | черна пешка на черно поле e7 · черен кръг на бяло поле c6 · черен кръг на черно поле d6 · черна пешка на бяло поле e6 · бял кръг на черно поле f6 · бял кръг на бяло поле g6 · черен кръг на черно поле c5 · черен кръг на бяло поле d5 · черен кръст на черно поле e5 · бял кръг на бяло поле f5 · бял кръг на черно поле g5 · черен кръг на бяло поле c4 · черен кръг на черно поле d4 · черен кръст на бяло поле e4 · бял кръг на черно поле f4 · бял кръг на бяло поле g4 | черна пешка на черно поле e7 · черен кръг на бяло поле c6 · черен кръг на черно поле d6 · черна пешка на бяло поле e6 · бял кръг на черно поле f6 · бял кръг на бяло поле g6 · черен кръг на черно поле c5 · черен кръг на бяло поле d5 · черен кръст на черно поле e5 · бял кръг на бяло поле f5 · бял кръг на черно поле g5 · черен кръг на бяло поле c4 · черен кръг на черно поле d4 · черен кръст на бяло поле e4 · бял кръг на черно поле f4 · бял кръг на бяло поле g4 | черна пешка на черно поле e7 · черен кръг на бяло поле c6 · черен кръг на черно поле d6 · черна пешка на бяло поле e6 · бял кръг на черно поле f6 · бял кръг на бяло поле g6 · черен кръг на черно поле c5 · черен кръг на бяло поле d5 · черен кръст на черно поле e5 · бял кръг на бяло поле f5 · бял кръг на черно поле g5 · черен кръг на бяло поле c4 · черен кръг на черно поле d4 · черен кръст на бяло поле e4 · бял кръг на черно поле f4 · бял кръг на бяло поле g4 | черна пешка на черно поле e7 · черен кръг на бяло поле c6 · черен кръг на черно поле d6 · черна пешка на бяло поле e6 · бял кръг на черно поле f6 · бял кръг на бяло поле g6 · черен кръг на черно поле c5 · черен кръг на бяло поле d5 · черен кръст на черно поле e5 · бял кръг на бяло поле f5 · бял кръг на черно поле g5 · черен кръг на бяло поле c4 · черен кръг на черно поле d4 · черен кръст на бяло поле e4 · бял кръг на черно поле f4 · бял кръг на бяло поле g4 | черна пешка на черно поле e7 · черен кръг на бяло поле c6 · черен кръг на черно поле d6 · черна пешка на бяло поле e6 · бял кръг на черно поле f6 · бял кръг на бяло поле g6 · черен кръг на черно поле c5 · черен кръг на бяло поле d5 · черен кръст на черно поле e5 · бял кръг на бяло поле f5 · бял кръг на черно поле g5 · черен кръг на бяло поле c4 · черен кръг на черно поле d4 · черен кръст на бяло поле e4 · бял кръг на черно поле f4 · бял кръг на бяло поле g4 | черна пешка на черно поле e7 · черен кръг на бяло поле c6 · черен кръг на черно поле d6 · черна пешка на бяло поле e6 · бял кръг на черно поле f6 · бял кръг на бяло поле g6 · черен кръг на черно поле c5 · черен кръг на бяло поле d5 · черен кръст на черно поле e5 · бял кръг на бяло поле f5 · бял кръг на черно поле g5 · черен кръг на бяло поле c4 · черен кръг на черно поле d4 · черен кръст на бяло поле e4 · бял кръг на черно поле f4 · бял кръг на бяло поле g4 | 8 |
| 7 | черна пешка на черно поле e7 · черен кръг на бяло поле c6 · черен кръг на черно поле d6 · черна пешка на бяло поле e6 · бял кръг на черно поле f6 · бял кръг на бяло поле g6 · черен кръг на черно поле c5 · черен кръг на бяло поле d5 · черен кръст на черно поле e5 · бял кръг на бяло поле f5 · бял кръг на черно поле g5 · черен кръг на бяло поле c4 · черен кръг на черно поле d4 · черен кръст на бяло поле e4 · бял кръг на черно поле f4 · бял кръг на бяло поле g4 | черна пешка на черно поле e7 · черен кръг на бяло поле c6 · черен кръг на черно поле d6 · черна пешка на бяло поле e6 · бял кръг на черно поле f6 · бял кръг на бяло поле g6 · черен кръг на черно поле c5 · черен кръг на бяло поле d5 · черен кръст на черно поле e5 · бял кръг на бяло поле f5 · бял кръг на черно поле g5 · черен кръг на бяло поле c4 · черен кръг на черно поле d4 · черен кръст на бяло поле e4 · бял кръг на черно поле f4 · бял кръг на бяло поле g4 | черна пешка на черно поле e7 · черен кръг на бяло поле c6 · черен кръг на черно поле d6 · черна пешка на бяло поле e6 · бял кръг на черно поле f6 · бял кръг на бяло поле g6 · черен кръг на черно поле c5 · черен кръг на бяло поле d5 · черен кръст на черно поле e5 · бял кръг на бяло поле f5 · бял кръг на черно поле g5 · черен кръг на бяло поле c4 · черен кръг на черно поле d4 · черен кръст на бяло поле e4 · бял кръг на черно поле f4 · бял кръг на бяло поле g4 | черна пешка на черно поле e7 · черен кръг на бяло поле c6 · черен кръг на черно поле d6 · черна пешка на бяло поле e6 · бял кръг на черно поле f6 · бял кръг на бяло поле g6 · черен кръг на черно поле c5 · черен кръг на бяло поле d5 · черен кръст на черно поле e5 · бял кръг на бяло поле f5 · бял кръг на черно поле g5 · черен кръг на бяло поле c4 · черен кръг на черно поле d4 · черен кръст на бяло поле e4 · бял кръг на черно поле f4 · бял кръг на бяло поле g4 | черна пешка на черно поле e7 · черен кръг на бяло поле c6 · черен кръг на черно поле d6 · черна пешка на бяло поле e6 · бял кръг на черно поле f6 · бял кръг на бяло поле g6 · черен кръг на черно поле c5 · черен кръг на бяло поле d5 · черен кръст на черно поле e5 · бял кръг на бяло поле f5 · бял кръг на черно поле g5 · черен кръг на бяло поле c4 · черен кръг на черно поле d4 · черен кръст на бяло поле e4 · бял кръг на черно поле f4 · бял кръг на бяло поле g4 | черна пешка на черно поле e7 · черен кръг на бяло поле c6 · черен кръг на черно поле d6 · черна пешка на бяло поле e6 · бял кръг на черно поле f6 · бял кръг на бяло поле g6 · черен кръг на черно поле c5 · черен кръг на бяло поле d5 · черен кръст на черно поле e5 · бял кръг на бяло поле f5 · бял кръг на черно поле g5 · черен кръг на бяло поле c4 · черен кръг на черно поле d4 · черен кръст на бяло поле e4 · бял кръг на черно поле f4 · бял кръг на бяло поле g4 | черна пешка на черно поле e7 · черен кръг на бяло поле c6 · черен кръг на черно поле d6 · черна пешка на бяло поле e6 · бял кръг на черно поле f6 · бял кръг на бяло поле g6 · черен кръг на черно поле c5 · черен кръг на бяло поле d5 · черен кръст на черно поле e5 · бял кръг на бяло поле f5 · бял кръг на черно поле g5 · черен кръг на бяло поле c4 · черен кръг на черно поле d4 · черен кръст на бяло поле e4 · бял кръг на черно поле f4 · бял кръг на бяло поле g4 | черна пешка на черно поле e7 · черен кръг на бяло поле c6 · черен кръг на черно поле d6 · черна пешка на бяло поле e6 · бял кръг на черно поле f6 · бял кръг на бяло поле g6 · черен кръг на черно поле c5 · черен кръг на бяло поле d5 · черен кръст на черно поле e5 · бял кръг на бяло поле f5 · бял кръг на черно поле g5 · черен кръг на бяло поле c4 · черен кръг на черно поле d4 · черен кръст на бяло поле e4 · бял кръг на черно поле f4 · бял кръг на бяло поле g4 | 7 |
| 6 | черна пешка на черно поле e7 · черен кръг на бяло поле c6 · черен кръг на черно поле d6 · черна пешка на бяло поле e6 · бял кръг на черно поле f6 · бял кръг на бяло поле g6 · черен кръг на черно поле c5 · черен кръг на бяло поле d5 · черен кръст на черно поле e5 · бял кръг на бяло поле f5 · бял кръг на черно поле g5 · черен кръг на бяло поле c4 · черен кръг на черно поле d4 · черен кръст на бяло поле e4 · бял кръг на черно поле f4 · бял кръг на бяло поле g4 | черна пешка на черно поле e7 · черен кръг на бяло поле c6 · черен кръг на черно поле d6 · черна пешка на бяло поле e6 · бял кръг на черно поле f6 · бял кръг на бяло поле g6 · черен кръг на черно поле c5 · черен кръг на бяло поле d5 · черен кръст на черно поле e5 · бял кръг на бяло поле f5 · бял кръг на черно поле g5 · черен кръг на бяло поле c4 · черен кръг на черно поле d4 · черен кръст на бяло поле e4 · бял кръг на черно поле f4 · бял кръг на бяло поле g4 | черна пешка на черно поле e7 · черен кръг на бяло поле c6 · черен кръг на черно поле d6 · черна пешка на бяло поле e6 · бял кръг на черно поле f6 · бял кръг на бяло поле g6 · черен кръг на черно поле c5 · черен кръг на бяло поле d5 · черен кръст на черно поле e5 · бял кръг на бяло поле f5 · бял кръг на черно поле g5 · черен кръг на бяло поле c4 · черен кръг на черно поле d4 · черен кръст на бяло поле e4 · бял кръг на черно поле f4 · бял кръг на бяло поле g4 | черна пешка на черно поле e7 · черен кръг на бяло поле c6 · черен кръг на черно поле d6 · черна пешка на бяло поле e6 · бял кръг на черно поле f6 · бял кръг на бяло поле g6 · черен кръг на черно поле c5 · черен кръг на бяло поле d5 · черен кръст на черно поле e5 · бял кръг на бяло поле f5 · бял кръг на черно поле g5 · черен кръг на бяло поле c4 · черен кръг на черно поле d4 · черен кръст на бяло поле e4 · бял кръг на черно поле f4 · бял кръг на бяло поле g4 | черна пешка на черно поле e7 · черен кръг на бяло поле c6 · черен кръг на черно поле d6 · черна пешка на бяло поле e6 · бял кръг на черно поле f6 · бял кръг на бяло поле g6 · черен кръг на черно поле c5 · черен кръг на бяло поле d5 · черен кръст на черно поле e5 · бял кръг на бяло поле f5 · бял кръг на черно поле g5 · черен кръг на бяло поле c4 · черен кръг на черно поле d4 · черен кръст на бяло поле e4 · бял кръг на черно поле f4 · бял кръг на бяло поле g4 | черна пешка на черно поле e7 · черен кръг на бяло поле c6 · черен кръг на черно поле d6 · черна пешка на бяло поле e6 · бял кръг на черно поле f6 · бял кръг на бяло поле g6 · черен кръг на черно поле c5 · черен кръг на бяло поле d5 · черен кръст на черно поле e5 · бял кръг на бяло поле f5 · бял кръг на черно поле g5 · черен кръг на бяло поле c4 · черен кръг на черно поле d4 · черен кръст на бяло поле e4 · бял кръг на черно поле f4 · бял кръг на бяло поле g4 | черна пешка на черно поле e7 · черен кръг на бяло поле c6 · черен кръг на черно поле d6 · черна пешка на бяло поле e6 · бял кръг на черно поле f6 · бял кръг на бяло поле g6 · черен кръг на черно поле c5 · черен кръг на бяло поле d5 · черен кръст на черно поле e5 · бял кръг на бяло поле f5 · бял кръг на черно поле g5 · черен кръг на бяло поле c4 · черен кръг на черно поле d4 · черен кръст на бяло поле e4 · бял кръг на черно поле f4 · бял кръг на бяло поле g4 | черна пешка на черно поле e7 · черен кръг на бяло поле c6 · черен кръг на черно поле d6 · черна пешка на бяло поле e6 · бял кръг на черно поле f6 · бял кръг на бяло поле g6 · черен кръг на черно поле c5 · черен кръг на бяло поле d5 · черен кръст на черно поле e5 · бял кръг на бяло поле f5 · бял кръг на черно поле g5 · черен кръг на бяло поле c4 · черен кръг на черно поле d4 · черен кръст на бяло поле e4 · бял кръг на черно поле f4 · бял кръг на бяло поле g4 | 6 |
| 5 | черна пешка на черно поле e7 · черен кръг на бяло поле c6 · черен кръг на черно поле d6 · черна пешка на бяло поле e6 · бял кръг на черно поле f6 · бял кръг на бяло поле g6 · черен кръг на черно поле c5 · черен кръг на бяло поле d5 · черен кръст на черно поле e5 · бял кръг на бяло поле f5 · бял кръг на черно поле g5 · черен кръг на бяло поле c4 · черен кръг на черно поле d4 · черен кръст на бяло поле e4 · бял кръг на черно поле f4 · бял кръг на бяло поле g4 | черна пешка на черно поле e7 · черен кръг на бяло поле c6 · черен кръг на черно поле d6 · черна пешка на бяло поле e6 · бял кръг на черно поле f6 · бял кръг на бяло поле g6 · черен кръг на черно поле c5 · черен кръг на бяло поле d5 · черен кръст на черно поле e5 · бял кръг на бяло поле f5 · бял кръг на черно поле g5 · черен кръг на бяло поле c4 · черен кръг на черно поле d4 · черен кръст на бяло поле e4 · бял кръг на черно поле f4 · бял кръг на бяло поле g4 | черна пешка на черно поле e7 · черен кръг на бяло поле c6 · черен кръг на черно поле d6 · черна пешка на бяло поле e6 · бял кръг на черно поле f6 · бял кръг на бяло поле g6 · черен кръг на черно поле c5 · черен кръг на бяло поле d5 · черен кръст на черно поле e5 · бял кръг на бяло поле f5 · бял кръг на черно поле g5 · черен кръг на бяло поле c4 · черен кръг на черно поле d4 · черен кръст на бяло поле e4 · бял кръг на черно поле f4 · бял кръг на бяло поле g4 | черна пешка на черно поле e7 · черен кръг на бяло поле c6 · черен кръг на черно поле d6 · черна пешка на бяло поле e6 · бял кръг на черно поле f6 · бял кръг на бяло поле g6 · черен кръг на черно поле c5 · черен кръг на бяло поле d5 · черен кръст на черно поле e5 · бял кръг на бяло поле f5 · бял кръг на черно поле g5 · черен кръг на бяло поле c4 · черен кръг на черно поле d4 · черен кръст на бяло поле e4 · бял кръг на черно поле f4 · бял кръг на бяло поле g4 | черна пешка на черно поле e7 · черен кръг на бяло поле c6 · черен кръг на черно поле d6 · черна пешка на бяло поле e6 · бял кръг на черно поле f6 · бял кръг на бяло поле g6 · черен кръг на черно поле c5 · черен кръг на бяло поле d5 · черен кръст на черно поле e5 · бял кръг на бяло поле f5 · бял кръг на черно поле g5 · черен кръг на бяло поле c4 · черен кръг на черно поле d4 · черен кръст на бяло поле e4 · бял кръг на черно поле f4 · бял кръг на бяло поле g4 | черна пешка на черно поле e7 · черен кръг на бяло поле c6 · черен кръг на черно поле d6 · черна пешка на бяло поле e6 · бял кръг на черно поле f6 · бял кръг на бяло поле g6 · черен кръг на черно поле c5 · черен кръг на бяло поле d5 · черен кръст на черно поле e5 · бял кръг на бяло поле f5 · бял кръг на черно поле g5 · черен кръг на бяло поле c4 · черен кръг на черно поле d4 · черен кръст на бяло поле e4 · бял кръг на черно поле f4 · бял кръг на бяло поле g4 | черна пешка на черно поле e7 · черен кръг на бяло поле c6 · черен кръг на черно поле d6 · черна пешка на бяло поле e6 · бял кръг на черно поле f6 · бял кръг на бяло поле g6 · черен кръг на черно поле c5 · черен кръг на бяло поле d5 · черен кръст на черно поле e5 · бял кръг на бяло поле f5 · бял кръг на черно поле g5 · черен кръг на бяло поле c4 · черен кръг на черно поле d4 · черен кръст на бяло поле e4 · бял кръг на черно поле f4 · бял кръг на бяло поле g4 | черна пешка на черно поле e7 · черен кръг на бяло поле c6 · черен кръг на черно поле d6 · черна пешка на бяло поле e6 · бял кръг на черно поле f6 · бял кръг на бяло поле g6 · черен кръг на черно поле c5 · черен кръг на бяло поле d5 · черен кръст на черно поле e5 · бял кръг на бяло поле f5 · бял кръг на черно поле g5 · черен кръг на бяло поле c4 · черен кръг на черно поле d4 · черен кръст на бяло поле e4 · бял кръг на черно поле f4 · бял кръг на бяло поле g4 | 5 |
| 4 | черна пешка на черно поле e7 · черен кръг на бяло поле c6 · черен кръг на черно поле d6 · черна пешка на бяло поле e6 · бял кръг на черно поле f6 · бял кръг на бяло поле g6 · черен кръг на черно поле c5 · черен кръг на бяло поле d5 · черен кръст на черно поле e5 · бял кръг на бяло поле f5 · бял кръг на черно поле g5 · черен кръг на бяло поле c4 · черен кръг на черно поле d4 · черен кръст на бяло поле e4 · бял кръг на черно поле f4 · бял кръг на бяло поле g4 | черна пешка на черно поле e7 · черен кръг на бяло поле c6 · черен кръг на черно поле d6 · черна пешка на бяло поле e6 · бял кръг на черно поле f6 · бял кръг на бяло поле g6 · черен кръг на черно поле c5 · черен кръг на бяло поле d5 · черен кръст на черно поле e5 · бял кръг на бяло поле f5 · бял кръг на черно поле g5 · черен кръг на бяло поле c4 · черен кръг на черно поле d4 · черен кръст на бяло поле e4 · бял кръг на черно поле f4 · бял кръг на бяло поле g4 | черна пешка на черно поле e7 · черен кръг на бяло поле c6 · черен кръг на черно поле d6 · черна пешка на бяло поле e6 · бял кръг на черно поле f6 · бял кръг на бяло поле g6 · черен кръг на черно поле c5 · черен кръг на бяло поле d5 · черен кръст на черно поле e5 · бял кръг на бяло поле f5 · бял кръг на черно поле g5 · черен кръг на бяло поле c4 · черен кръг на черно поле d4 · черен кръст на бяло поле e4 · бял кръг на черно поле f4 · бял кръг на бяло поле g4 | черна пешка на черно поле e7 · черен кръг на бяло поле c6 · черен кръг на черно поле d6 · черна пешка на бяло поле e6 · бял кръг на черно поле f6 · бял кръг на бяло поле g6 · черен кръг на черно поле c5 · черен кръг на бяло поле d5 · черен кръст на черно поле e5 · бял кръг на бяло поле f5 · бял кръг на черно поле g5 · черен кръг на бяло поле c4 · черен кръг на черно поле d4 · черен кръст на бяло поле e4 · бял кръг на черно поле f4 · бял кръг на бяло поле g4 | черна пешка на черно поле e7 · черен кръг на бяло поле c6 · черен кръг на черно поле d6 · черна пешка на бяло поле e6 · бял кръг на черно поле f6 · бял кръг на бяло поле g6 · черен кръг на черно поле c5 · черен кръг на бяло поле d5 · черен кръст на черно поле e5 · бял кръг на бяло поле f5 · бял кръг на черно поле g5 · черен кръг на бяло поле c4 · черен кръг на черно поле d4 · черен кръст на бяло поле e4 · бял кръг на черно поле f4 · бял кръг на бяло поле g4 | черна пешка на черно поле e7 · черен кръг на бяло поле c6 · черен кръг на черно поле d6 · черна пешка на бяло поле e6 · бял кръг на черно поле f6 · бял кръг на бяло поле g6 · черен кръг на черно поле c5 · черен кръг на бяло поле d5 · черен кръст на черно поле e5 · бял кръг на бяло поле f5 · бял кръг на черно поле g5 · черен кръг на бяло поле c4 · черен кръг на черно поле d4 · черен кръст на бяло поле e4 · бял кръг на черно поле f4 · бял кръг на бяло поле g4 | черна пешка на черно поле e7 · черен кръг на бяло поле c6 · черен кръг на черно поле d6 · черна пешка на бяло поле e6 · бял кръг на черно поле f6 · бял кръг на бяло поле g6 · черен кръг на черно поле c5 · черен кръг на бяло поле d5 · черен кръст на черно поле e5 · бял кръг на бяло поле f5 · бял кръг на черно поле g5 · черен кръг на бяло поле c4 · черен кръг на черно поле d4 · черен кръст на бяло поле e4 · бял кръг на черно поле f4 · бял кръг на бяло поле g4 | черна пешка на черно поле e7 · черен кръг на бяло поле c6 · черен кръг на черно поле d6 · черна пешка на бяло поле e6 · бял кръг на черно поле f6 · бял кръг на бяло поле g6 · черен кръг на черно поле c5 · черен кръг на бяло поле d5 · черен кръст на черно поле e5 · бял кръг на бяло поле f5 · бял кръг на черно поле g5 · черен кръг на бяло поле c4 · черен кръг на черно поле d4 · черен кръст на бяло поле e4 · бял кръг на черно поле f4 · бял кръг на бяло поле g4 | 4 |
| 3 | черна пешка на черно поле e7 · черен кръг на бяло поле c6 · черен кръг на черно поле d6 · черна пешка на бяло поле e6 · бял кръг на черно поле f6 · бял кръг на бяло поле g6 · черен кръг на черно поле c5 · черен кръг на бяло поле d5 · черен кръст на черно поле e5 · бял кръг на бяло поле f5 · бял кръг на черно поле g5 · черен кръг на бяло поле c4 · черен кръг на черно поле d4 · черен кръст на бяло поле e4 · бял кръг на черно поле f4 · бял кръг на бяло поле g4 | черна пешка на черно поле e7 · черен кръг на бяло поле c6 · черен кръг на черно поле d6 · черна пешка на бяло поле e6 · бял кръг на черно поле f6 · бял кръг на бяло поле g6 · черен кръг на черно поле c5 · черен кръг на бяло поле d5 · черен кръст на черно поле e5 · бял кръг на бяло поле f5 · бял кръг на черно поле g5 · черен кръг на бяло поле c4 · черен кръг на черно поле d4 · черен кръст на бяло поле e4 · бял кръг на черно поле f4 · бял кръг на бяло поле g4 | черна пешка на черно поле e7 · черен кръг на бяло поле c6 · черен кръг на черно поле d6 · черна пешка на бяло поле e6 · бял кръг на черно поле f6 · бял кръг на бяло поле g6 · черен кръг на черно поле c5 · черен кръг на бяло поле d5 · черен кръст на черно поле e5 · бял кръг на бяло поле f5 · бял кръг на черно поле g5 · черен кръг на бяло поле c4 · черен кръг на черно поле d4 · черен кръст на бяло поле e4 · бял кръг на черно поле f4 · бял кръг на бяло поле g4 | черна пешка на черно поле e7 · черен кръг на бяло поле c6 · черен кръг на черно поле d6 · черна пешка на бяло поле e6 · бял кръг на черно поле f6 · бял кръг на бяло поле g6 · черен кръг на черно поле c5 · черен кръг на бяло поле d5 · черен кръст на черно поле e5 · бял кръг на бяло поле f5 · бял кръг на черно поле g5 · черен кръг на бяло поле c4 · черен кръг на черно поле d4 · черен кръст на бяло поле e4 · бял кръг на черно поле f4 · бял кръг на бяло поле g4 | черна пешка на черно поле e7 · черен кръг на бяло поле c6 · черен кръг на черно поле d6 · черна пешка на бяло поле e6 · бял кръг на черно поле f6 · бял кръг на бяло поле g6 · черен кръг на черно поле c5 · черен кръг на бяло поле d5 · черен кръст на черно поле e5 · бял кръг на бяло поле f5 · бял кръг на черно поле g5 · черен кръг на бяло поле c4 · черен кръг на черно поле d4 · черен кръст на бяло поле e4 · бял кръг на черно поле f4 · бял кръг на бяло поле g4 | черна пешка на черно поле e7 · черен кръг на бяло поле c6 · черен кръг на черно поле d6 · черна пешка на бяло поле e6 · бял кръг на черно поле f6 · бял кръг на бяло поле g6 · черен кръг на черно поле c5 · черен кръг на бяло поле d5 · черен кръст на черно поле e5 · бял кръг на бяло поле f5 · бял кръг на черно поле g5 · черен кръг на бяло поле c4 · черен кръг на черно поле d4 · черен кръст на бяло поле e4 · бял кръг на черно поле f4 · бял кръг на бяло поле g4 | черна пешка на черно поле e7 · черен кръг на бяло поле c6 · черен кръг на черно поле d6 · черна пешка на бяло поле e6 · бял кръг на черно поле f6 · бял кръг на бяло поле g6 · черен кръг на черно поле c5 · черен кръг на бяло поле d5 · черен кръст на черно поле e5 · бял кръг на бяло поле f5 · бял кръг на черно поле g5 · черен кръг на бяло поле c4 · черен кръг на черно поле d4 · черен кръст на бяло поле e4 · бял кръг на черно поле f4 · бял кръг на бяло поле g4 | черна пешка на черно поле e7 · черен кръг на бяло поле c6 · черен кръг на черно поле d6 · черна пешка на бяло поле e6 · бял кръг на черно поле f6 · бял кръг на бяло поле g6 · черен кръг на черно поле c5 · черен кръг на бяло поле d5 · черен кръст на черно поле e5 · бял кръг на бяло поле f5 · бял кръг на черно поле g5 · черен кръг на бяло поле c4 · черен кръг на черно поле d4 · черен кръст на бяло поле e4 · бял кръг на черно поле f4 · бял кръг на бяло поле g4 | 3 |
| 2 | черна пешка на черно поле e7 · черен кръг на бяло поле c6 · черен кръг на черно поле d6 · черна пешка на бяло поле e6 · бял кръг на черно поле f6 · бял кръг на бяло поле g6 · черен кръг на черно поле c5 · черен кръг на бяло поле d5 · черен кръст на черно поле e5 · бял кръг на бяло поле f5 · бял кръг на черно поле g5 · черен кръг на бяло поле c4 · черен кръг на черно поле d4 · черен кръст на бяло поле e4 · бял кръг на черно поле f4 · бял кръг на бяло поле g4 | черна пешка на черно поле e7 · черен кръг на бяло поле c6 · черен кръг на черно поле d6 · черна пешка на бяло поле e6 · бял кръг на черно поле f6 · бял кръг на бяло поле g6 · черен кръг на черно поле c5 · черен кръг на бяло поле d5 · черен кръст на черно поле e5 · бял кръг на бяло поле f5 · бял кръг на черно поле g5 · черен кръг на бяло поле c4 · черен кръг на черно поле d4 · черен кръст на бяло поле e4 · бял кръг на черно поле f4 · бял кръг на бяло поле g4 | черна пешка на черно поле e7 · черен кръг на бяло поле c6 · черен кръг на черно поле d6 · черна пешка на бяло поле e6 · бял кръг на черно поле f6 · бял кръг на бяло поле g6 · черен кръг на черно поле c5 · черен кръг на бяло поле d5 · черен кръст на черно поле e5 · бял кръг на бяло поле f5 · бял кръг на черно поле g5 · черен кръг на бяло поле c4 · черен кръг на черно поле d4 · черен кръст на бяло поле e4 · бял кръг на черно поле f4 · бял кръг на бяло поле g4 | черна пешка на черно поле e7 · черен кръг на бяло поле c6 · черен кръг на черно поле d6 · черна пешка на бяло поле e6 · бял кръг на черно поле f6 · бял кръг на бяло поле g6 · черен кръг на черно поле c5 · черен кръг на бяло поле d5 · черен кръст на черно поле e5 · бял кръг на бяло поле f5 · бял кръг на черно поле g5 · черен кръг на бяло поле c4 · черен кръг на черно поле d4 · черен кръст на бяло поле e4 · бял кръг на черно поле f4 · бял кръг на бяло поле g4 | черна пешка на черно поле e7 · черен кръг на бяло поле c6 · черен кръг на черно поле d6 · черна пешка на бяло поле e6 · бял кръг на черно поле f6 · бял кръг на бяло поле g6 · черен кръг на черно поле c5 · черен кръг на бяло поле d5 · черен кръст на черно поле e5 · бял кръг на бяло поле f5 · бял кръг на черно поле g5 · черен кръг на бяло поле c4 · черен кръг на черно поле d4 · черен кръст на бяло поле e4 · бял кръг на черно поле f4 · бял кръг на бяло поле g4 | черна пешка на черно поле e7 · черен кръг на бяло поле c6 · черен кръг на черно поле d6 · черна пешка на бяло поле e6 · бял кръг на черно поле f6 · бял кръг на бяло поле g6 · черен кръг на черно поле c5 · черен кръг на бяло поле d5 · черен кръст на черно поле e5 · бял кръг на бяло поле f5 · бял кръг на черно поле g5 · черен кръг на бяло поле c4 · черен кръг на черно поле d4 · черен кръст на бяло поле e4 · бял кръг на черно поле f4 · бял кръг на бяло поле g4 | черна пешка на черно поле e7 · черен кръг на бяло поле c6 · черен кръг на черно поле d6 · черна пешка на бяло поле e6 · бял кръг на черно поле f6 · бял кръг на бяло поле g6 · черен кръг на черно поле c5 · черен кръг на бяло поле d5 · черен кръст на черно поле e5 · бял кръг на бяло поле f5 · бял кръг на черно поле g5 · черен кръг на бяло поле c4 · черен кръг на черно поле d4 · черен кръст на бяло поле e4 · бял кръг на черно поле f4 · бял кръг на бяло поле g4 | черна пешка на черно поле e7 · черен кръг на бяло поле c6 · черен кръг на черно поле d6 · черна пешка на бяло поле e6 · бял кръг на черно поле f6 · бял кръг на бяло поле g6 · черен кръг на черно поле c5 · черен кръг на бяло поле d5 · черен кръст на черно поле e5 · бял кръг на бяло поле f5 · бял кръг на черно поле g5 · черен кръг на бяло поле c4 · черен кръг на черно поле d4 · черен кръст на бяло поле e4 · бял кръг на черно поле f4 · бял кръг на бяло поле g4 | 2 |
| 1 | черна пешка на черно поле e7 · черен кръг на бяло поле c6 · черен кръг на черно поле d6 · черна пешка на бяло поле e6 · бял кръг на черно поле f6 · бял кръг на бяло поле g6 · черен кръг на черно поле c5 · черен кръг на бяло поле d5 · черен кръст на черно поле e5 · бял кръг на бяло поле f5 · бял кръг на черно поле g5 · черен кръг на бяло поле c4 · черен кръг на черно поле d4 · черен кръст на бяло поле e4 · бял кръг на черно поле f4 · бял кръг на бяло поле g4 | черна пешка на черно поле e7 · черен кръг на бяло поле c6 · черен кръг на черно поле d6 · черна пешка на бяло поле e6 · бял кръг на черно поле f6 · бял кръг на бяло поле g6 · черен кръг на черно поле c5 · черен кръг на бяло поле d5 · черен кръст на черно поле e5 · бял кръг на бяло поле f5 · бял кръг на черно поле g5 · черен кръг на бяло поле c4 · черен кръг на черно поле d4 · черен кръст на бяло поле e4 · бял кръг на черно поле f4 · бял кръг на бяло поле g4 | черна пешка на черно поле e7 · черен кръг на бяло поле c6 · черен кръг на черно поле d6 · черна пешка на бяло поле e6 · бял кръг на черно поле f6 · бял кръг на бяло поле g6 · черен кръг на черно поле c5 · черен кръг на бяло поле d5 · черен кръст на черно поле e5 · бял кръг на бяло поле f5 · бял кръг на черно поле g5 · черен кръг на бяло поле c4 · черен кръг на черно поле d4 · черен кръст на бяло поле e4 · бял кръг на черно поле f4 · бял кръг на бяло поле g4 | черна пешка на черно поле e7 · черен кръг на бяло поле c6 · черен кръг на черно поле d6 · черна пешка на бяло поле e6 · бял кръг на черно поле f6 · бял кръг на бяло поле g6 · черен кръг на черно поле c5 · черен кръг на бяло поле d5 · черен кръст на черно поле e5 · бял кръг на бяло поле f5 · бял кръг на черно поле g5 · черен кръг на бяло поле c4 · черен кръг на черно поле d4 · черен кръст на бяло поле e4 · бял кръг на черно поле f4 · бял кръг на бяло поле g4 | черна пешка на черно поле e7 · черен кръг на бяло поле c6 · черен кръг на черно поле d6 · черна пешка на бяло поле e6 · бял кръг на черно поле f6 · бял кръг на бяло поле g6 · черен кръг на черно поле c5 · черен кръг на бяло поле d5 · черен кръст на черно поле e5 · бял кръг на бяло поле f5 · бял кръг на черно поле g5 · черен кръг на бяло поле c4 · черен кръг на черно поле d4 · черен кръст на бяло поле e4 · бял кръг на черно поле f4 · бял кръг на бяло поле g4 | черна пешка на черно поле e7 · черен кръг на бяло поле c6 · черен кръг на черно поле d6 · черна пешка на бяло поле e6 · бял кръг на черно поле f6 · бял кръг на бяло поле g6 · черен кръг на черно поле c5 · черен кръг на бяло поле d5 · черен кръст на черно поле e5 · бял кръг на бяло поле f5 · бял кръг на черно поле g5 · черен кръг на бяло поле c4 · черен кръг на черно поле d4 · черен кръст на бяло поле e4 · бял кръг на черно поле f4 · бял кръг на бяло поле g4 | черна пешка на черно поле e7 · черен кръг на бяло поле c6 · черен кръг на черно поле d6 · черна пешка на бяло поле e6 · бял кръг на черно поле f6 · бял кръг на бяло поле g6 · черен кръг на черно поле c5 · черен кръг на бяло поле d5 · черен кръст на черно поле e5 · бял кръг на бяло поле f5 · бял кръг на черно поле g5 · черен кръг на бяло поле c4 · черен кръг на черно поле d4 · черен кръст на бяло поле e4 · бял кръг на черно поле f4 · бял кръг на бяло поле g4 | черна пешка на черно поле e7 · черен кръг на бяло поле c6 · черен кръг на черно поле d6 · черна пешка на бяло поле e6 · бял кръг на черно поле f6 · бял кръг на бяло поле g6 · черен кръг на черно поле c5 · черен кръг на бяло поле d5 · черен кръст на черно поле e5 · бял кръг на бяло поле f5 · бял кръг на черно поле g5 · черен кръг на бяло поле c4 · черен кръг на черно поле d4 · черен кръст на бяло поле e4 · бял кръг на черно поле f4 · бял кръг на бяло поле g4 | 1 |
|   | a | b | c | d | e | f | g | h |   |

- Ако пешката е на началния си хоризонтал (2-ри за бели, 7-и за черни), квадратът на пешката е същият, както ако тя е на следващия хоризонтал (3-ти за бели, 6-и за черни) /диаграми 2 и 3/. Причината е, че пешките могат да направят първото движение 2 полета напред.

|   | a | b | c | d | e | f | g | h |   |
| 8 | черен цар на бяло поле e6 · черен цар на черно поле h6 · черен цар на бяло поле b5 · бяла пешка на черно поле b4 · бял цар на черно поле d4 · бяла пешка на бяло поле e4 · бял цар на черно поле h4 · бял цар на бяло поле b3 · бяла пешка на черно поле g3 | черен цар на бяло поле e6 · черен цар на черно поле h6 · черен цар на бяло поле b5 · бяла пешка на черно поле b4 · бял цар на черно поле d4 · бяла пешка на бяло поле e4 · бял цар на черно поле h4 · бял цар на бяло поле b3 · бяла пешка на черно поле g3 | черен цар на бяло поле e6 · черен цар на черно поле h6 · черен цар на бяло поле b5 · бяла пешка на черно поле b4 · бял цар на черно поле d4 · бяла пешка на бяло поле e4 · бял цар на черно поле h4 · бял цар на бяло поле b3 · бяла пешка на черно поле g3 | черен цар на бяло поле e6 · черен цар на черно поле h6 · черен цар на бяло поле b5 · бяла пешка на черно поле b4 · бял цар на черно поле d4 · бяла пешка на бяло поле e4 · бял цар на черно поле h4 · бял цар на бяло поле b3 · бяла пешка на черно поле g3 | черен цар на бяло поле e6 · черен цар на черно поле h6 · черен цар на бяло поле b5 · бяла пешка на черно поле b4 · бял цар на черно поле d4 · бяла пешка на бяло поле e4 · бял цар на черно поле h4 · бял цар на бяло поле b3 · бяла пешка на черно поле g3 | черен цар на бяло поле e6 · черен цар на черно поле h6 · черен цар на бяло поле b5 · бяла пешка на черно поле b4 · бял цар на черно поле d4 · бяла пешка на бяло поле e4 · бял цар на черно поле h4 · бял цар на бяло поле b3 · бяла пешка на черно поле g3 | черен цар на бяло поле e6 · черен цар на черно поле h6 · черен цар на бяло поле b5 · бяла пешка на черно поле b4 · бял цар на черно поле d4 · бяла пешка на бяло поле e4 · бял цар на черно поле h4 · бял цар на бяло поле b3 · бяла пешка на черно поле g3 | черен цар на бяло поле e6 · черен цар на черно поле h6 · черен цар на бяло поле b5 · бяла пешка на черно поле b4 · бял цар на черно поле d4 · бяла пешка на бяло поле e4 · бял цар на черно поле h4 · бял цар на бяло поле b3 · бяла пешка на черно поле g3 | 8 |
| 7 | черен цар на бяло поле e6 · черен цар на черно поле h6 · черен цар на бяло поле b5 · бяла пешка на черно поле b4 · бял цар на черно поле d4 · бяла пешка на бяло поле e4 · бял цар на черно поле h4 · бял цар на бяло поле b3 · бяла пешка на черно поле g3 | черен цар на бяло поле e6 · черен цар на черно поле h6 · черен цар на бяло поле b5 · бяла пешка на черно поле b4 · бял цар на черно поле d4 · бяла пешка на бяло поле e4 · бял цар на черно поле h4 · бял цар на бяло поле b3 · бяла пешка на черно поле g3 | черен цар на бяло поле e6 · черен цар на черно поле h6 · черен цар на бяло поле b5 · бяла пешка на черно поле b4 · бял цар на черно поле d4 · бяла пешка на бяло поле e4 · бял цар на черно поле h4 · бял цар на бяло поле b3 · бяла пешка на черно поле g3 | черен цар на бяло поле e6 · черен цар на черно поле h6 · черен цар на бяло поле b5 · бяла пешка на черно поле b4 · бял цар на черно поле d4 · бяла пешка на бяло поле e4 · бял цар на черно поле h4 · бял цар на бяло поле b3 · бяла пешка на черно поле g3 | черен цар на бяло поле e6 · черен цар на черно поле h6 · черен цар на бяло поле b5 · бяла пешка на черно поле b4 · бял цар на черно поле d4 · бяла пешка на бяло поле e4 · бял цар на черно поле h4 · бял цар на бяло поле b3 · бяла пешка на черно поле g3 | черен цар на бяло поле e6 · черен цар на черно поле h6 · черен цар на бяло поле b5 · бяла пешка на черно поле b4 · бял цар на черно поле d4 · бяла пешка на бяло поле e4 · бял цар на черно поле h4 · бял цар на бяло поле b3 · бяла пешка на черно поле g3 | черен цар на бяло поле e6 · черен цар на черно поле h6 · черен цар на бяло поле b5 · бяла пешка на черно поле b4 · бял цар на черно поле d4 · бяла пешка на бяло поле e4 · бял цар на черно поле h4 · бял цар на бяло поле b3 · бяла пешка на черно поле g3 | черен цар на бяло поле e6 · черен цар на черно поле h6 · черен цар на бяло поле b5 · бяла пешка на черно поле b4 · бял цар на черно поле d4 · бяла пешка на бяло поле e4 · бял цар на черно поле h4 · бял цар на бяло поле b3 · бяла пешка на черно поле g3 | 7 |
| 6 | черен цар на бяло поле e6 · черен цар на черно поле h6 · черен цар на бяло поле b5 · бяла пешка на черно поле b4 · бял цар на черно поле d4 · бяла пешка на бяло поле e4 · бял цар на черно поле h4 · бял цар на бяло поле b3 · бяла пешка на черно поле g3 | черен цар на бяло поле e6 · черен цар на черно поле h6 · черен цар на бяло поле b5 · бяла пешка на черно поле b4 · бял цар на черно поле d4 · бяла пешка на бяло поле e4 · бял цар на черно поле h4 · бял цар на бяло поле b3 · бяла пешка на черно поле g3 | черен цар на бяло поле e6 · черен цар на черно поле h6 · черен цар на бяло поле b5 · бяла пешка на черно поле b4 · бял цар на черно поле d4 · бяла пешка на бяло поле e4 · бял цар на черно поле h4 · бял цар на бяло поле b3 · бяла пешка на черно поле g3 | черен цар на бяло поле e6 · черен цар на черно поле h6 · черен цар на бяло поле b5 · бяла пешка на черно поле b4 · бял цар на черно поле d4 · бяла пешка на бяло поле e4 · бял цар на черно поле h4 · бял цар на бяло поле b3 · бяла пешка на черно поле g3 | черен цар на бяло поле e6 · черен цар на черно поле h6 · черен цар на бяло поле b5 · бяла пешка на черно поле b4 · бял цар на черно поле d4 · бяла пешка на бяло поле e4 · бял цар на черно поле h4 · бял цар на бяло поле b3 · бяла пешка на черно поле g3 | черен цар на бяло поле e6 · черен цар на черно поле h6 · черен цар на бяло поле b5 · бяла пешка на черно поле b4 · бял цар на черно поле d4 · бяла пешка на бяло поле e4 · бял цар на черно поле h4 · бял цар на бяло поле b3 · бяла пешка на черно поле g3 | черен цар на бяло поле e6 · черен цар на черно поле h6 · черен цар на бяло поле b5 · бяла пешка на черно поле b4 · бял цар на черно поле d4 · бяла пешка на бяло поле e4 · бял цар на черно поле h4 · бял цар на бяло поле b3 · бяла пешка на черно поле g3 | черен цар на бяло поле e6 · черен цар на черно поле h6 · черен цар на бяло поле b5 · бяла пешка на черно поле b4 · бял цар на черно поле d4 · бяла пешка на бяло поле e4 · бял цар на черно поле h4 · бял цар на бяло поле b3 · бяла пешка на черно поле g3 | 6 |
| 5 | черен цар на бяло поле e6 · черен цар на черно поле h6 · черен цар на бяло поле b5 · бяла пешка на черно поле b4 · бял цар на черно поле d4 · бяла пешка на бяло поле e4 · бял цар на черно поле h4 · бял цар на бяло поле b3 · бяла пешка на черно поле g3 | черен цар на бяло поле e6 · черен цар на черно поле h6 · черен цар на бяло поле b5 · бяла пешка на черно поле b4 · бял цар на черно поле d4 · бяла пешка на бяло поле e4 · бял цар на черно поле h4 · бял цар на бяло поле b3 · бяла пешка на черно поле g3 | черен цар на бяло поле e6 · черен цар на черно поле h6 · черен цар на бяло поле b5 · бяла пешка на черно поле b4 · бял цар на черно поле d4 · бяла пешка на бяло поле e4 · бял цар на черно поле h4 · бял цар на бяло поле b3 · бяла пешка на черно поле g3 | черен цар на бяло поле e6 · черен цар на черно поле h6 · черен цар на бяло поле b5 · бяла пешка на черно поле b4 · бял цар на черно поле d4 · бяла пешка на бяло поле e4 · бял цар на черно поле h4 · бял цар на бяло поле b3 · бяла пешка на черно поле g3 | черен цар на бяло поле e6 · черен цар на черно поле h6 · черен цар на бяло поле b5 · бяла пешка на черно поле b4 · бял цар на черно поле d4 · бяла пешка на бяло поле e4 · бял цар на черно поле h4 · бял цар на бяло поле b3 · бяла пешка на черно поле g3 | черен цар на бяло поле e6 · черен цар на черно поле h6 · черен цар на бяло поле b5 · бяла пешка на черно поле b4 · бял цар на черно поле d4 · бяла пешка на бяло поле e4 · бял цар на черно поле h4 · бял цар на бяло поле b3 · бяла пешка на черно поле g3 | черен цар на бяло поле e6 · черен цар на черно поле h6 · черен цар на бяло поле b5 · бяла пешка на черно поле b4 · бял цар на черно поле d4 · бяла пешка на бяло поле e4 · бял цар на черно поле h4 · бял цар на бяло поле b3 · бяла пешка на черно поле g3 | черен цар на бяло поле e6 · черен цар на черно поле h6 · черен цар на бяло поле b5 · бяла пешка на черно поле b4 · бял цар на черно поле d4 · бяла пешка на бяло поле e4 · бял цар на черно поле h4 · бял цар на бяло поле b3 · бяла пешка на черно поле g3 | 5 |
| 4 | черен цар на бяло поле e6 · черен цар на черно поле h6 · черен цар на бяло поле b5 · бяла пешка на черно поле b4 · бял цар на черно поле d4 · бяла пешка на бяло поле e4 · бял цар на черно поле h4 · бял цар на бяло поле b3 · бяла пешка на черно поле g3 | черен цар на бяло поле e6 · черен цар на черно поле h6 · черен цар на бяло поле b5 · бяла пешка на черно поле b4 · бял цар на черно поле d4 · бяла пешка на бяло поле e4 · бял цар на черно поле h4 · бял цар на бяло поле b3 · бяла пешка на черно поле g3 | черен цар на бяло поле e6 · черен цар на черно поле h6 · черен цар на бяло поле b5 · бяла пешка на черно поле b4 · бял цар на черно поле d4 · бяла пешка на бяло поле e4 · бял цар на черно поле h4 · бял цар на бяло поле b3 · бяла пешка на черно поле g3 | черен цар на бяло поле e6 · черен цар на черно поле h6 · черен цар на бяло поле b5 · бяла пешка на черно поле b4 · бял цар на черно поле d4 · бяла пешка на бяло поле e4 · бял цар на черно поле h4 · бял цар на бяло поле b3 · бяла пешка на черно поле g3 | черен цар на бяло поле e6 · черен цар на черно поле h6 · черен цар на бяло поле b5 · бяла пешка на черно поле b4 · бял цар на черно поле d4 · бяла пешка на бяло поле e4 · бял цар на черно поле h4 · бял цар на бяло поле b3 · бяла пешка на черно поле g3 | черен цар на бяло поле e6 · черен цар на черно поле h6 · черен цар на бяло поле b5 · бяла пешка на черно поле b4 · бял цар на черно поле d4 · бяла пешка на бяло поле e4 · бял цар на черно поле h4 · бял цар на бяло поле b3 · бяла пешка на черно поле g3 | черен цар на бяло поле e6 · черен цар на черно поле h6 · черен цар на бяло поле b5 · бяла пешка на черно поле b4 · бял цар на черно поле d4 · бяла пешка на бяло поле e4 · бял цар на черно поле h4 · бял цар на бяло поле b3 · бяла пешка на черно поле g3 | черен цар на бяло поле e6 · черен цар на черно поле h6 · черен цар на бяло поле b5 · бяла пешка на черно поле b4 · бял цар на черно поле d4 · бяла пешка на бяло поле e4 · бял цар на черно поле h4 · бял цар на бяло поле b3 · бяла пешка на черно поле g3 | 4 |
| 3 | черен цар на бяло поле e6 · черен цар на черно поле h6 · черен цар на бяло поле b5 · бяла пешка на черно поле b4 · бял цар на черно поле d4 · бяла пешка на бяло поле e4 · бял цар на черно поле h4 · бял цар на бяло поле b3 · бяла пешка на черно поле g3 | черен цар на бяло поле e6 · черен цар на черно поле h6 · черен цар на бяло поле b5 · бяла пешка на черно поле b4 · бял цар на черно поле d4 · бяла пешка на бяло поле e4 · бял цар на черно поле h4 · бял цар на бяло поле b3 · бяла пешка на черно поле g3 | черен цар на бяло поле e6 · черен цар на черно поле h6 · черен цар на бяло поле b5 · бяла пешка на черно поле b4 · бял цар на черно поле d4 · бяла пешка на бяло поле e4 · бял цар на черно поле h4 · бял цар на бяло поле b3 · бяла пешка на черно поле g3 | черен цар на бяло поле e6 · черен цар на черно поле h6 · черен цар на бяло поле b5 · бяла пешка на черно поле b4 · бял цар на черно поле d4 · бяла пешка на бяло поле e4 · бял цар на черно поле h4 · бял цар на бяло поле b3 · бяла пешка на черно поле g3 | черен цар на бяло поле e6 · черен цар на черно поле h6 · черен цар на бяло поле b5 · бяла пешка на черно поле b4 · бял цар на черно поле d4 · бяла пешка на бяло поле e4 · бял цар на черно поле h4 · бял цар на бяло поле b3 · бяла пешка на черно поле g3 | черен цар на бяло поле e6 · черен цар на черно поле h6 · черен цар на бяло поле b5 · бяла пешка на черно поле b4 · бял цар на черно поле d4 · бяла пешка на бяло поле e4 · бял цар на черно поле h4 · бял цар на бяло поле b3 · бяла пешка на черно поле g3 | черен цар на бяло поле e6 · черен цар на черно поле h6 · черен цар на бяло поле b5 · бяла пешка на черно поле b4 · бял цар на черно поле d4 · бяла пешка на бяло поле e4 · бял цар на черно поле h4 · бял цар на бяло поле b3 · бяла пешка на черно поле g3 | черен цар на бяло поле e6 · черен цар на черно поле h6 · черен цар на бяло поле b5 · бяла пешка на черно поле b4 · бял цар на черно поле d4 · бяла пешка на бяло поле e4 · бял цар на черно поле h4 · бял цар на бяло поле b3 · бяла пешка на черно поле g3 | 3 |
| 2 | черен цар на бяло поле e6 · черен цар на черно поле h6 · черен цар на бяло поле b5 · бяла пешка на черно поле b4 · бял цар на черно поле d4 · бяла пешка на бяло поле e4 · бял цар на черно поле h4 · бял цар на бяло поле b3 · бяла пешка на черно поле g3 | черен цар на бяло поле e6 · черен цар на черно поле h6 · черен цар на бяло поле b5 · бяла пешка на черно поле b4 · бял цар на черно поле d4 · бяла пешка на бяло поле e4 · бял цар на черно поле h4 · бял цар на бяло поле b3 · бяла пешка на черно поле g3 | черен цар на бяло поле e6 · черен цар на черно поле h6 · черен цар на бяло поле b5 · бяла пешка на черно поле b4 · бял цар на черно поле d4 · бяла пешка на бяло поле e4 · бял цар на черно поле h4 · бял цар на бяло поле b3 · бяла пешка на черно поле g3 | черен цар на бяло поле e6 · черен цар на черно поле h6 · черен цар на бяло поле b5 · бяла пешка на черно поле b4 · бял цар на черно поле d4 · бяла пешка на бяло поле e4 · бял цар на черно поле h4 · бял цар на бяло поле b3 · бяла пешка на черно поле g3 | черен цар на бяло поле e6 · черен цар на черно поле h6 · черен цар на бяло поле b5 · бяла пешка на черно поле b4 · бял цар на черно поле d4 · бяла пешка на бяло поле e4 · бял цар на черно поле h4 · бял цар на бяло поле b3 · бяла пешка на черно поле g3 | черен цар на бяло поле e6 · черен цар на черно поле h6 · черен цар на бяло поле b5 · бяла пешка на черно поле b4 · бял цар на черно поле d4 · бяла пешка на бяло поле e4 · бял цар на черно поле h4 · бял цар на бяло поле b3 · бяла пешка на черно поле g3 | черен цар на бяло поле e6 · черен цар на черно поле h6 · черен цар на бяло поле b5 · бяла пешка на черно поле b4 · бял цар на черно поле d4 · бяла пешка на бяло поле e4 · бял цар на черно поле h4 · бял цар на бяло поле b3 · бяла пешка на черно поле g3 | черен цар на бяло поле e6 · черен цар на черно поле h6 · черен цар на бяло поле b5 · бяла пешка на черно поле b4 · бял цар на черно поле d4 · бяла пешка на бяло поле e4 · бял цар на черно поле h4 · бял цар на бяло поле b3 · бяла пешка на черно поле g3 | 2 |
| 1 | черен цар на бяло поле e6 · черен цар на черно поле h6 · черен цар на бяло поле b5 · бяла пешка на черно поле b4 · бял цар на черно поле d4 · бяла пешка на бяло поле e4 · бял цар на черно поле h4 · бял цар на бяло поле b3 · бяла пешка на черно поле g3 | черен цар на бяло поле e6 · черен цар на черно поле h6 · черен цар на бяло поле b5 · бяла пешка на черно поле b4 · бял цар на черно поле d4 · бяла пешка на бяло поле e4 · бял цар на черно поле h4 · бял цар на бяло поле b3 · бяла пешка на черно поле g3 | черен цар на бяло поле e6 · черен цар на черно поле h6 · черен цар на бяло поле b5 · бяла пешка на черно поле b4 · бял цар на черно поле d4 · бяла пешка на бяло поле e4 · бял цар на черно поле h4 · бял цар на бяло поле b3 · бяла пешка на черно поле g3 | черен цар на бяло поле e6 · черен цар на черно поле h6 · черен цар на бяло поле b5 · бяла пешка на черно поле b4 · бял цар на черно поле d4 · бяла пешка на бяло поле e4 · бял цар на черно поле h4 · бял цар на бяло поле b3 · бяла пешка на черно поле g3 | черен цар на бяло поле e6 · черен цар на черно поле h6 · черен цар на бяло поле b5 · бяла пешка на черно поле b4 · бял цар на черно поле d4 · бяла пешка на бяло поле e4 · бял цар на черно поле h4 · бял цар на бяло поле b3 · бяла пешка на черно поле g3 | черен цар на бяло поле e6 · черен цар на черно поле h6 · черен цар на бяло поле b5 · бяла пешка на черно поле b4 · бял цар на черно поле d4 · бяла пешка на бяло поле e4 · бял цар на черно поле h4 · бял цар на бяло поле b3 · бяла пешка на черно поле g3 | черен цар на бяло поле e6 · черен цар на черно поле h6 · черен цар на бяло поле b5 · бяла пешка на черно поле b4 · бял цар на черно поле d4 · бяла пешка на бяло поле e4 · бял цар на черно поле h4 · бял цар на бяло поле b3 · бяла пешка на черно поле g3 | черен цар на бяло поле e6 · черен цар на черно поле h6 · черен цар на бяло поле b5 · бяла пешка на черно поле b4 · бял цар на черно поле d4 · бяла пешка на бяло поле e4 · бял цар на черно поле h4 · бял цар на бяло поле b3 · бяла пешка на черно поле g3 | 1 |
|   | a | b | c | d | e | f | g | h |   |

- Ако черните са поставили своя цар директно пред бялата пешка (например: бялата пешка на b4, черният цар на b5), те могат да постигнат равенство. За целта те трябва да продължат да поставят своя цар директно пред бялата пешка, ако това е невъзможно – на разстояние 2 полета пред бялата пешка, ако и това е невъзможно – на разстояние 2 полета пред белия цар (опозиция). Трите случая са изобразени на диаграма 4. Резултатът е в полза на страната, която заеме опозицията и неблагоприятен за страната, която е на ход в положение на опозиция: ако белите са на ход, играта е реми с повторение на ходовете или пат; ако черните са на ход, белите печелят.

|   | a                                                                                 | b                                                                                 | c                                                                                 | d                                                                                 | e                                                                                 | f                                                                                 | g                                                                                 | h                                                                                 |   |
| 8 | черен цар на черно поле a7 · бяла пешка на бяло поле a4 · бял цар на бяло поле b3 | черен цар на черно поле a7 · бяла пешка на бяло поле a4 · бял цар на бяло поле b3 | черен цар на черно поле a7 · бяла пешка на бяло поле a4 · бял цар на бяло поле b3 | черен цар на черно поле a7 · бяла пешка на бяло поле a4 · бял цар на бяло поле b3 | черен цар на черно поле a7 · бяла пешка на бяло поле a4 · бял цар на бяло поле b3 | черен цар на черно поле a7 · бяла пешка на бяло поле a4 · бял цар на бяло поле b3 | черен цар на черно поле a7 · бяла пешка на бяло поле a4 · бял цар на бяло поле b3 | черен цар на черно поле a7 · бяла пешка на бяло поле a4 · бял цар на бяло поле b3 | 8 |
| 7 | черен цар на черно поле a7 · бяла пешка на бяло поле a4 · бял цар на бяло поле b3 | черен цар на черно поле a7 · бяла пешка на бяло поле a4 · бял цар на бяло поле b3 | черен цар на черно поле a7 · бяла пешка на бяло поле a4 · бял цар на бяло поле b3 | черен цар на черно поле a7 · бяла пешка на бяло поле a4 · бял цар на бяло поле b3 | черен цар на черно поле a7 · бяла пешка на бяло поле a4 · бял цар на бяло поле b3 | черен цар на черно поле a7 · бяла пешка на бяло поле a4 · бял цар на бяло поле b3 | черен цар на черно поле a7 · бяла пешка на бяло поле a4 · бял цар на бяло поле b3 | черен цар на черно поле a7 · бяла пешка на бяло поле a4 · бял цар на бяло поле b3 | 7 |
| 6 | черен цар на черно поле a7 · бяла пешка на бяло поле a4 · бял цар на бяло поле b3 | черен цар на черно поле a7 · бяла пешка на бяло поле a4 · бял цар на бяло поле b3 | черен цар на черно поле a7 · бяла пешка на бяло поле a4 · бял цар на бяло поле b3 | черен цар на черно поле a7 · бяла пешка на бяло поле a4 · бял цар на бяло поле b3 | черен цар на черно поле a7 · бяла пешка на бяло поле a4 · бял цар на бяло поле b3 | черен цар на черно поле a7 · бяла пешка на бяло поле a4 · бял цар на бяло поле b3 | черен цар на черно поле a7 · бяла пешка на бяло поле a4 · бял цар на бяло поле b3 | черен цар на черно поле a7 · бяла пешка на бяло поле a4 · бял цар на бяло поле b3 | 6 |
| 5 | черен цар на черно поле a7 · бяла пешка на бяло поле a4 · бял цар на бяло поле b3 | черен цар на черно поле a7 · бяла пешка на бяло поле a4 · бял цар на бяло поле b3 | черен цар на черно поле a7 · бяла пешка на бяло поле a4 · бял цар на бяло поле b3 | черен цар на черно поле a7 · бяла пешка на бяло поле a4 · бял цар на бяло поле b3 | черен цар на черно поле a7 · бяла пешка на бяло поле a4 · бял цар на бяло поле b3 | черен цар на черно поле a7 · бяла пешка на бяло поле a4 · бял цар на бяло поле b3 | черен цар на черно поле a7 · бяла пешка на бяло поле a4 · бял цар на бяло поле b3 | черен цар на черно поле a7 · бяла пешка на бяло поле a4 · бял цар на бяло поле b3 | 5 |
| 4 | черен цар на черно поле a7 · бяла пешка на бяло поле a4 · бял цар на бяло поле b3 | черен цар на черно поле a7 · бяла пешка на бяло поле a4 · бял цар на бяло поле b3 | черен цар на черно поле a7 · бяла пешка на бяло поле a4 · бял цар на бяло поле b3 | черен цар на черно поле a7 · бяла пешка на бяло поле a4 · бял цар на бяло поле b3 | черен цар на черно поле a7 · бяла пешка на бяло поле a4 · бял цар на бяло поле b3 | черен цар на черно поле a7 · бяла пешка на бяло поле a4 · бял цар на бяло поле b3 | черен цар на черно поле a7 · бяла пешка на бяло поле a4 · бял цар на бяло поле b3 | черен цар на черно поле a7 · бяла пешка на бяло поле a4 · бял цар на бяло поле b3 | 4 |
| 3 | черен цар на черно поле a7 · бяла пешка на бяло поле a4 · бял цар на бяло поле b3 | черен цар на черно поле a7 · бяла пешка на бяло поле a4 · бял цар на бяло поле b3 | черен цар на черно поле a7 · бяла пешка на бяло поле a4 · бял цар на бяло поле b3 | черен цар на черно поле a7 · бяла пешка на бяло поле a4 · бял цар на бяло поле b3 | черен цар на черно поле a7 · бяла пешка на бяло поле a4 · бял цар на бяло поле b3 | черен цар на черно поле a7 · бяла пешка на бяло поле a4 · бял цар на бяло поле b3 | черен цар на черно поле a7 · бяла пешка на бяло поле a4 · бял цар на бяло поле b3 | черен цар на черно поле a7 · бяла пешка на бяло поле a4 · бял цар на бяло поле b3 | 3 |
| 2 | черен цар на черно поле a7 · бяла пешка на бяло поле a4 · бял цар на бяло поле b3 | черен цар на черно поле a7 · бяла пешка на бяло поле a4 · бял цар на бяло поле b3 | черен цар на черно поле a7 · бяла пешка на бяло поле a4 · бял цар на бяло поле b3 | черен цар на черно поле a7 · бяла пешка на бяло поле a4 · бял цар на бяло поле b3 | черен цар на черно поле a7 · бяла пешка на бяло поле a4 · бял цар на бяло поле b3 | черен цар на черно поле a7 · бяла пешка на бяло поле a4 · бял цар на бяло поле b3 | черен цар на черно поле a7 · бяла пешка на бяло поле a4 · бял цар на бяло поле b3 | черен цар на черно поле a7 · бяла пешка на бяло поле a4 · бял цар на бяло поле b3 | 2 |
| 1 | черен цар на черно поле a7 · бяла пешка на бяло поле a4 · бял цар на бяло поле b3 | черен цар на черно поле a7 · бяла пешка на бяло поле a4 · бял цар на бяло поле b3 | черен цар на черно поле a7 · бяла пешка на бяло поле a4 · бял цар на бяло поле b3 | черен цар на черно поле a7 · бяла пешка на бяло поле a4 · бял цар на бяло поле b3 | черен цар на черно поле a7 · бяла пешка на бяло поле a4 · бял цар на бяло поле b3 | черен цар на черно поле a7 · бяла пешка на бяло поле a4 · бял цар на бяло поле b3 | черен цар на черно поле a7 · бяла пешка на бяло поле a4 · бял цар на бяло поле b3 | черен цар на черно поле a7 · бяла пешка на бяло поле a4 · бял цар на бяло поле b3 | 1 |
|   | a                                                                                 | b                                                                                 | c                                                                                 | d                                                                                 | e                                                                                 | f                                                                                 | g                                                                                 | h                                                                                 |   |

|   | a                                                                                  | b                                                                                  | c                                                                                  | d                                                                                  | e                                                                                  | f                                                                                  | g                                                                                  | h                                                                                  |   |
| 8 | черен цар на черно поле c7 · бял цар на черно поле e7 · бяла пешка на бяло поле d5 | черен цар на черно поле c7 · бял цар на черно поле e7 · бяла пешка на бяло поле d5 | черен цар на черно поле c7 · бял цар на черно поле e7 · бяла пешка на бяло поле d5 | черен цар на черно поле c7 · бял цар на черно поле e7 · бяла пешка на бяло поле d5 | черен цар на черно поле c7 · бял цар на черно поле e7 · бяла пешка на бяло поле d5 | черен цар на черно поле c7 · бял цар на черно поле e7 · бяла пешка на бяло поле d5 | черен цар на черно поле c7 · бял цар на черно поле e7 · бяла пешка на бяло поле d5 | черен цар на черно поле c7 · бял цар на черно поле e7 · бяла пешка на бяло поле d5 | 8 |
| 7 | черен цар на черно поле c7 · бял цар на черно поле e7 · бяла пешка на бяло поле d5 | черен цар на черно поле c7 · бял цар на черно поле e7 · бяла пешка на бяло поле d5 | черен цар на черно поле c7 · бял цар на черно поле e7 · бяла пешка на бяло поле d5 | черен цар на черно поле c7 · бял цар на черно поле e7 · бяла пешка на бяло поле d5 | черен цар на черно поле c7 · бял цар на черно поле e7 · бяла пешка на бяло поле d5 | черен цар на черно поле c7 · бял цар на черно поле e7 · бяла пешка на бяло поле d5 | черен цар на черно поле c7 · бял цар на черно поле e7 · бяла пешка на бяло поле d5 | черен цар на черно поле c7 · бял цар на черно поле e7 · бяла пешка на бяло поле d5 | 7 |
| 6 | черен цар на черно поле c7 · бял цар на черно поле e7 · бяла пешка на бяло поле d5 | черен цар на черно поле c7 · бял цар на черно поле e7 · бяла пешка на бяло поле d5 | черен цар на черно поле c7 · бял цар на черно поле e7 · бяла пешка на бяло поле d5 | черен цар на черно поле c7 · бял цар на черно поле e7 · бяла пешка на бяло поле d5 | черен цар на черно поле c7 · бял цар на черно поле e7 · бяла пешка на бяло поле d5 | черен цар на черно поле c7 · бял цар на черно поле e7 · бяла пешка на бяло поле d5 | черен цар на черно поле c7 · бял цар на черно поле e7 · бяла пешка на бяло поле d5 | черен цар на черно поле c7 · бял цар на черно поле e7 · бяла пешка на бяло поле d5 | 6 |
| 5 | черен цар на черно поле c7 · бял цар на черно поле e7 · бяла пешка на бяло поле d5 | черен цар на черно поле c7 · бял цар на черно поле e7 · бяла пешка на бяло поле d5 | черен цар на черно поле c7 · бял цар на черно поле e7 · бяла пешка на бяло поле d5 | черен цар на черно поле c7 · бял цар на черно поле e7 · бяла пешка на бяло поле d5 | черен цар на черно поле c7 · бял цар на черно поле e7 · бяла пешка на бяло поле d5 | черен цар на черно поле c7 · бял цар на черно поле e7 · бяла пешка на бяло поле d5 | черен цар на черно поле c7 · бял цар на черно поле e7 · бяла пешка на бяло поле d5 | черен цар на черно поле c7 · бял цар на черно поле e7 · бяла пешка на бяло поле d5 | 5 |
| 4 | черен цар на черно поле c7 · бял цар на черно поле e7 · бяла пешка на бяло поле d5 | черен цар на черно поле c7 · бял цар на черно поле e7 · бяла пешка на бяло поле d5 | черен цар на черно поле c7 · бял цар на черно поле e7 · бяла пешка на бяло поле d5 | черен цар на черно поле c7 · бял цар на черно поле e7 · бяла пешка на бяло поле d5 | черен цар на черно поле c7 · бял цар на черно поле e7 · бяла пешка на бяло поле d5 | черен цар на черно поле c7 · бял цар на черно поле e7 · бяла пешка на бяло поле d5 | черен цар на черно поле c7 · бял цар на черно поле e7 · бяла пешка на бяло поле d5 | черен цар на черно поле c7 · бял цар на черно поле e7 · бяла пешка на бяло поле d5 | 4 |
| 3 | черен цар на черно поле c7 · бял цар на черно поле e7 · бяла пешка на бяло поле d5 | черен цар на черно поле c7 · бял цар на черно поле e7 · бяла пешка на бяло поле d5 | черен цар на черно поле c7 · бял цар на черно поле e7 · бяла пешка на бяло поле d5 | черен цар на черно поле c7 · бял цар на черно поле e7 · бяла пешка на бяло поле d5 | черен цар на черно поле c7 · бял цар на черно поле e7 · бяла пешка на бяло поле d5 | черен цар на черно поле c7 · бял цар на черно поле e7 · бяла пешка на бяло поле d5 | черен цар на черно поле c7 · бял цар на черно поле e7 · бяла пешка на бяло поле d5 | черен цар на черно поле c7 · бял цар на черно поле e7 · бяла пешка на бяло поле d5 | 3 |
| 2 | черен цар на черно поле c7 · бял цар на черно поле e7 · бяла пешка на бяло поле d5 | черен цар на черно поле c7 · бял цар на черно поле e7 · бяла пешка на бяло поле d5 | черен цар на черно поле c7 · бял цар на черно поле e7 · бяла пешка на бяло поле d5 | черен цар на черно поле c7 · бял цар на черно поле e7 · бяла пешка на бяло поле d5 | черен цар на черно поле c7 · бял цар на черно поле e7 · бяла пешка на бяло поле d5 | черен цар на черно поле c7 · бял цар на черно поле e7 · бяла пешка на бяло поле d5 | черен цар на черно поле c7 · бял цар на черно поле e7 · бяла пешка на бяло поле d5 | черен цар на черно поле c7 · бял цар на черно поле e7 · бяла пешка на бяло поле d5 | 2 |
| 1 | черен цар на черно поле c7 · бял цар на черно поле e7 · бяла пешка на бяло поле d5 | черен цар на черно поле c7 · бял цар на черно поле e7 · бяла пешка на бяло поле d5 | черен цар на черно поле c7 · бял цар на черно поле e7 · бяла пешка на бяло поле d5 | черен цар на черно поле c7 · бял цар на черно поле e7 · бяла пешка на бяло поле d5 | черен цар на черно поле c7 · бял цар на черно поле e7 · бяла пешка на бяло поле d5 | черен цар на черно поле c7 · бял цар на черно поле e7 · бяла пешка на бяло поле d5 | черен цар на черно поле c7 · бял цар на черно поле e7 · бяла пешка на бяло поле d5 | черен цар на черно поле c7 · бял цар на черно поле e7 · бяла пешка на бяло поле d5 | 1 |
|   | a                                                                                  | b                                                                                  | c                                                                                  | d                                                                                  | e                                                                                  | f                                                                                  | g                                                                                  | h                                                                                  |   |

- Ако бялата пионка е крайна (на вертикала a или h) и черните са поставили своя цар на произволен квадрат пред нея (например бяла пешка на a4, черен цар на a7), те също могат да постигнат равенство (диаграма 5). За да направят това, те трябва да продължат да поставят своя цар на всяко поле пред бялата пешка и ако това е невъзможно, да предприемат някакъв ход.
- Ако белият цар поеме контрола над полето за произвеждане на пешката във фигура (т.е. е до него) и пешката е под защитата на белия цар, белите печелят (диаграма 6).
- Белият цар трябва да се движи пред пешката, а не зад нея.

### Три фигури срещу една
За определеност се приема, че белите имат две допълнителни фигури (освен царя) и са на ход.
; ; ;  Ако белите имат поне една тежка фигура, те печелят.
 Ако белите имат два офицера, те също печелят с не повече от 18 хода (виж Мат с два офицера), с изключение на изключително редкия случай, когато офицерите са на един квадрат. В този случай обаче белите не могат дори да направят кооперативен мат.
 Ако белите има кон и офицер, те печелят с не повече от 33 хода (виж Мат с кон и офицер), с изключение на малък брой позиции, когато белите губят лека фигура, например поради вилка.
 Ако белите има два коня, те не могат да спечелят, ако черният играе правилно, с изключение на много малък брой позиции, когато е поставен мат в един ход (виж Мат с два коня). Възможен е обаче кооперативен мат. Интересно е, че ако белите имат два коня, а черните имат пешка , тогава белите понякога могат да спечелят (виж Два коня против пешка). Черната пешка не бива да е преминала втората линия на Троицки (а5-b6-c5-f5-g6-h5), единият бял кон я блокира пред нея, а другият кон и царят стесняват черния цар и го изтласкват в един от близките ъгли до пешката, за да може вторият кон бързо да се включи в матовата атака. Черният цар е обездвижен в ъгъла, но черните не са пат, защото конят освобождава пешката.  
;  Ако белите имат лека фигура и пешка, тогава те почти винаги печелят, с изключение на случая, когато черните вземат пешката, преди белите да успеят да я защитят или произведат в дама. Важно е, че ако защитаващата фигура е зад пешката, черният цар не може да я вземе, защото тогава не може да настигне пешката и белите ще я произведат в дама. Освен това офицерът може да бъде поставен така, че той и пешката да се защитават взаимно.
 Две пешки като правило печелят. Например:
- придвижвайки едната пешка, възможно е да се постигне черният цар като я преследва да напусне квадрата на другата пешка или да се отдалечи от нея достатъчно, за да може белият цар да ѝ се притече на помощ;
- ако едната пешка защитава другата, тази позиция е стабилна. Черният цар не може да вземе защитаващата пешка, тъй като тогава другата пешка се откъсва от него и белите я произвеждат в дама.

### Две фигури срещу две фигури
В този раздел, за определеност се приема, че белите имат по-силна фигура. В този смисъл дамата е по-силна от топа, топа е по-силен от леката фигура, а тя е по-силна от пешката.
Не се разглеждат тривиалните случаи, когато един от играчите с първия ход може да постави мат или да вземе фигурата на противника директно или чрез свръзка, вилка или чрез линеен удар след шах (и такова улавяне е от полза).
- Дама срещу дама – като правило позицията е равна. Има малък брой позиции, при които един от играчите може да победи при своя ход или даже при ход на противника.
- Дама срещу топ – Ако черните не могат да обявят незабавно вечен шах, белите побеждават. При оптимална игра на черните победата е трудна. Така, през 1977 г. програмистът Кен Томпсън предложи шахматистите, играейки с белите, да победят компютъра в такава зададена позиция. Срещу компютъра се опитвали да играят Ханс Берлинер (бивш световен шампион по кореспондентен шах) и Лорънс Дей (шампион на Канада). Нито единият, нито другият са могли да постигнат победа [2]. Когато противниците играят оптимално, белите взимат топа или обявяват мат за не повече от 32 хода [3]. Черните могат да използват „отбраната по третата линия“, която хората трудно могат да преодолеят.
- ; Дама срещу лека фигура – белите печелят лесно. Победата се постига чрез избутване на царя до ръба на дъската.
- Дама срещу пешка – белите обикновено печелят. Ако на пешката е останал само един ход преди произвеждането, белият цар е достатъчно далеч от нея, черният цар е близо, а пешката е на топа или коня (линии „a“, „c“, „f“ или „h“), тогава черните успяват да направят реми. Ако при тези условия пешката е конска или централна (линии „b“, „d“, „e“ или „g“), белите печелят, като прогонватт противниковия цар на полето пред пешката, приближавайки към нея своя цар и повтарят това много пъти. Известни са и няколко позиции за реми, когато на офицерската пешка остават 2 хода до произвеждане.
- Топ срещу топ е почти винаги равенство, но понякога е възможна победа, ако кралят на противника е на ръба на дъската и е заплашен от непосредствен партньор.
- ;  Топ срещу лека фигура – позицията обикновено е равна.
  - Топ срещу кон – има печеливши позиции за белите, когато конят е далеч от царя. [4]
  - Топ срещу офицер – черните постигат равенство, като царят им отива в ъгъла, недостижим за офицера (бял, ако офицерът е по черни квадрати и обратно). Има печеливши позиции за белите, когато черният цар е заключен в грешния ъгъл. [5]
- Топ срещу пешка (виж ,  Архив на оригинала от 2016-10-24 в Wayback Machine.) - резултатът зависи от позицията на всичките четири фигури.
- ; ;  Лека фигура срещу лека фигура е равенство. Ако и двете леки фигури са еднополи офицери, освен това е невъзможен и кооперативен мат. В други случаи той е възможен.
- Офицер срещу пешка обикновено е равенство, освен в тривиални случаи, когато пешката явно се произвежда. Белите поставят офицера така, че полето пред пешката да бъде заето от офицера или под удар от него, и приближават царя.
- Кон срещу пешка – понякога по-слабата страна (белите) успява да направи равенство, понякога не успява.
- Пешка срещу пешка – резултатът зависи от позицията и на четирите фигури.

### Ендшпил без пешки

#### Резултатни таблици на ендшпили без пешки
| По-силна страна | По-слаба страна | Изход от играта | Оценка на сложността |
| --------------- | --------------- | --------------- | --- |
|                 |                 | Победа          | Не е лесно за по-силната страна, в някои случаи при оптимална игра на двете страни са необходими 31 хода, за да се спечели топа |
|                 |                 | Реми            | Лесно за защитаващия се, ако той насочи царя към правилния ъгъл – с противоположен цвят на полетата на офицера                  |
|                 |                 | Реми            | Просто за защитаващия се, ако държи коня до своя цар и конят не попадне на „полетата за убиване“ в ъглите на дъската            |
|                 |                 | Реми            | Трудно, но постижимо за защитаващия се, ако използва защита Кохрен                                                              |
|                 |                 | Реми            | Просто за защитаващия се, доколкото един кон повече не е достатъчен за победа                                                   |
|                 |                 | Победа          | Сложно и за нападащия, и за защитаващия се. Много позиции изискват за победа над 50 хода. Съществува и крепост за реми          |
|                 |                 | Победа          | Често по-силната страна лесно печели. Съществуват и крепости за реми                                                            |
|                 |                 | Реми            | Просто за защитаващия се, ако двата коня се защитават един друг и царят е до тях                                                |
|                 |                 | Реми            | Трудно за защитаващия се, конят в такава ситуация може да създаде решаващо предимство                                           |
|                 |                 | Реми            | Лесно |